# Waffe

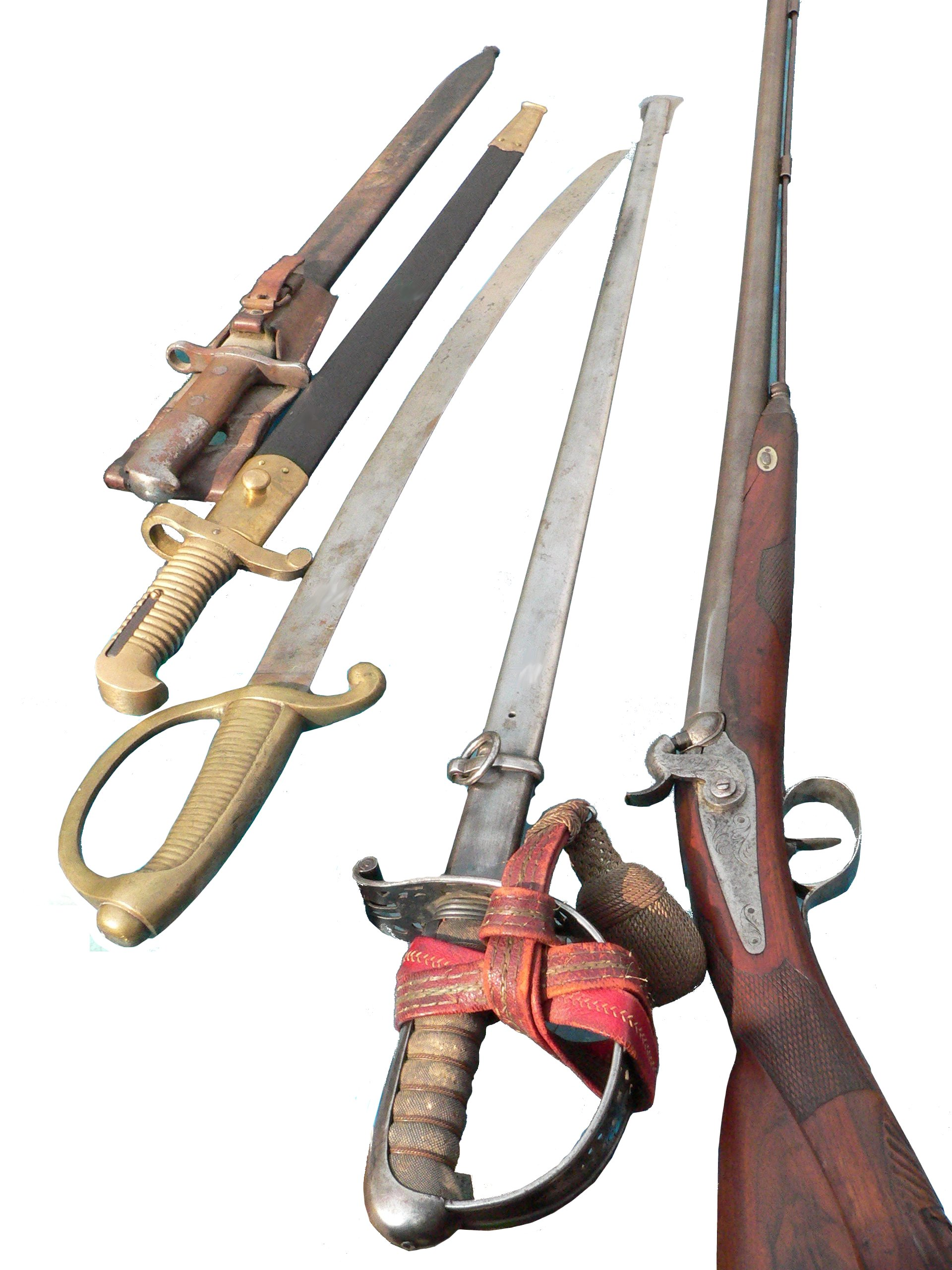
Stich-, Hieb- und Schusswaffen

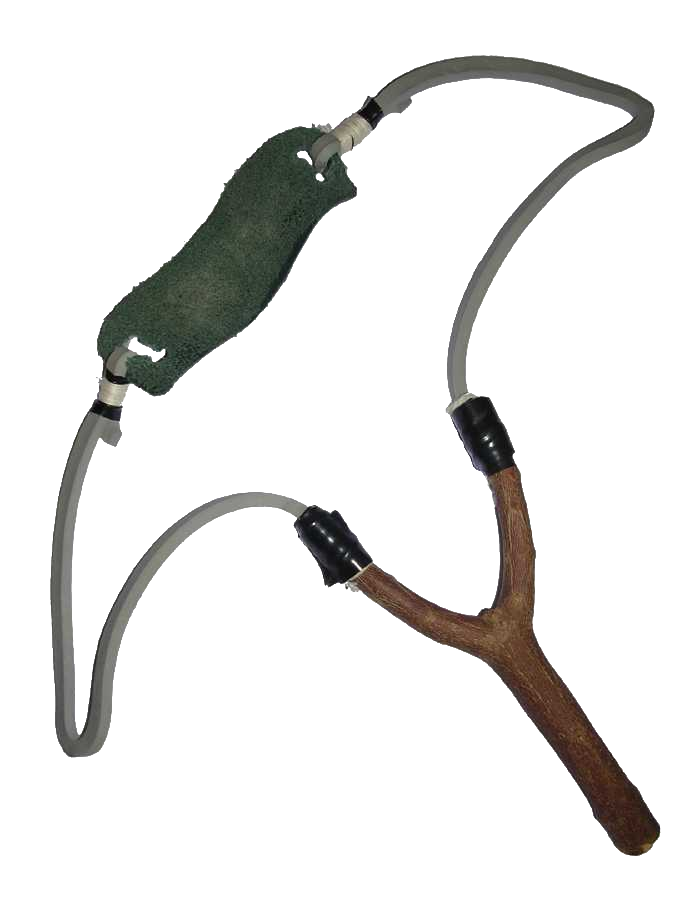
Die Zwille wurde als Spielgerät erdacht und später als Waffe benutzt; in den 1970er Jahren wurde sie in Deutschland als solche eingestuft.

Waffe ist ein Oberbegriff zur Waffen-Typologie und für Legaldefinitionen. Bezeichnet werden Waffen unter anderem als Gegenstände, die dazu bestimmt oder geeignet sind, Lebewesen physisch (meist durch mechanische Einwirkung) infolge Verletzung oder Tod bzw. psychisch in ihrer Handlungsfähigkeit zu beeinträchtigen oder handlungsunfähig zu machen. Ebenfalls zu Waffen zählen Mittel, die Gegenstände oder immaterielle Güter beschädigen, zerstören oder gebrauchsunfähig machen können.
Der Waffenbesitz und der Waffengebrauch sowie die Waffenwirtschaft (die Waffenherstellung und der Waffenhandel) werden unter anderem durch das Waffenrecht geregelt. Sportwaffen sind wegen ihres Gefährdungspotentials ebenfalls davon betroffen.
Fachlich mit Waffen befassen sich unter anderem die Wehrtechnik und die historische Waffenkunde.

## Etymologie
Das Wort Waffe ist eng verbunden mit dem Wort Wappen. Mittelhochdeutsch waren wâfen und wâpen gleichbedeutend mit dem heutigen Wort für Waffe.
Der Landesgerichtsrat Paul Fritsch ging noch einen Schritt weiter und legte eine gleiche Bedeutung der beiden Worte nahe. Wafen sei lediglich die oberdeutsche Form und Wapen die niederdeutsche. Im Hochmittelalter seien unter Wappen im Wesentlichen die individuellen Helm- und Schildzeichen verstanden worden, im Frühmittelalter hingegen die „Rüstung eines Gewaffneten (heute Bewaffneten), an welcher er im Heere von einem andern Gewaffneten unterschieden wurde“.
Gleicher Ansicht war auch der Jurist Paul Friedrich von Wyss, der zur Veranschaulichung der Wortgeschichte auch die englischen (arms = Wappen, Waffen, armory = Waffen) bzw. französischen Bezeichnungen (armes = Waffen; armoiries = Wappen) nannte. Das Wort Waffe komme von dem Wort Wappen.
Andy Schalms Überlegungen schließen sich dem an, jedoch präzisierte er: Das Wort Wappen bedeutete von Anfang an, die auf den Schutzwaffen (Helm und Schild) angebrachten, farbigen Zeichen zum Ausdruck der jeweiligen Zugehörigkeit.

## Definition

### Allgemeine Definition
Die Definition des Waffenbegriffs hängt von kulturellen und technischen Ansichten ab und ist daher in verschiedenen Epochen und Ländern unterschiedlich.
Im Allgemeinen sind Waffen Mittel, die ein Lebewesen in einer Konfliktsituation seiner Handlungsfähigkeit und Unversehrtheit sowohl psychisch als auch physisch berauben können und deren Anwendung im Extremfall zum Tod des betroffenen Lebewesens führt. Die als Waffen eingesetzten Mittel können ebenso Güter beschädigen, zerstören oder in ihrer Gebrauchsfähigkeit einschränken. Waffen können weiterhin ein Mittel sein, um eine Person durch Zwang (z. B. Drohung mit einer Waffe) ihrer Entscheidungs- und Handlungsfreiheit zu berauben.
Aus soziologischer Sicht sind Waffen Gegenstände der materiellen Kultur, welche die Körperkraft bei Gewaltanwendungen umsetzen und/oder steigern bzw. ersetzen und so bei bestimmten Formen der Auseinandersetzung mit Jagdwild oder Gegnern der eigenen Spezies zu einem Vorteil führen sollen. Diese Definition entspricht weitestgehend dem allgemeinen Sprachgebrauch.
Im weiteren Sinne werden auch Gegenstände, die dem Schutz dienen, als Waffen bezeichnet. Man spricht dann von passiven oder Schutzwaffen.
Der Begriff „Waffe“ ist auch im nicht-materiellen Sinn zu definieren. In der psychologischen Kriegführung können beispielsweise alle Mittel, die der Schädigung der Moral der gegnerischen Soldaten, aber auch der Zivilbevölkerung des Gegners dienen, als Waffe bezeichnet werden. Weiterhin können alle den Kriegs- und Kampfeinsatz unterstützenden Mittel der Information, Desinformation, Unterwanderung, Sabotage und Ausübung psychologischen Drucks auf Kombattanten als Einsatz von Waffen betrachtet werden.
Auch Computerprogramme können als Waffe dienen. Der Einsatz von Malware (Viren, Würmer, Trojaner und so weiter) als elektronischer Angriff auf Datenverarbeitungsanlagen dient der Zerstörung von Daten. Die direkte Wirkung betrifft nur immaterielle Güter, die Auswirkungen können je nach Angriffsziel (z. B. eine Kraftwerkssteuerung, ein Großlager, eine Produktionssteuerung einer Firma) jedoch immens sein. Dabei gilt der 2010 gegen das iranische Atomprogramm eingesetzte Computerwurm Stuxnet als die erste Cyberwaffe.
Der Jäger bezeichnet die Hauer des Wildschweins insgesamt als „Waffen“ oder Gewaff, wobei die Zähne im Unterkiefer „Gewehre“ heißen; auch das Geweih und Horn eines Tieres kann als „Waffe“ oder „Spieß“ bezeichnet werden.

### Abgrenzung

#### Potenziell gefährliche Gegenstände
Bei der Definition einer Waffe ist es ein wichtiges Kriterium, dass die ursprüngliche Bestimmung einer Waffe die Verletzung/Tötung von Lebewesen oder die Beschädigung/Zerstörung von Gütern ist. Viele Gegenstände können als Waffe verwendet werden, wurden aber zu einem anderen Zweck hergestellt. Beispielsweise ist ein Skalpell in der Regel für die medizinische Anwendung, ein Fahrzeug primär für Transport und Fortbewegung und ein Baseballschläger als Spielgerät konzipiert. Diese Mittel können jedoch zweckentfremdet zur Verletzung von Lebewesen oder Beschädigung von Gütern eingesetzt werden. Was eine Waffe ist, richtet sich demnach auch nach der Art des Gebrauchs oder der offensichtlich unmittelbar beabsichtigten Wirkung durch den Einsatz eines Gegenstandes.
Der kulturelle Hintergrund bei der Definition wird im Bereich von Messern offensichtlich. In den meisten Kulturen wird das Messer (z. B. Küchenmesser) nicht als Waffe angesehen, sondern als Werkzeug (hier: Küchengerät). Ein Schnitzmesser ist in erster Linie als Werkzeug zu sehen, welches der Holzbearbeitung dient. In einigen landwirtschaftlichen Regionen ist das Mitführen einer Machete üblich, in anderen Regionen wird das gleiche Verhalten als Bedrohung angesehen. Den Gebrauchsmessern stehen Messer mit einem Waffencharakter entgegen, wobei eine technische Abgrenzung in den meisten Fällen nicht möglich ist. Viele Staaten reglementieren den Besitz dieser Messer, wobei sich die Verbote an Messertypen, die bei Straftaten verwendet wurden, orientieren.
Ebenso sind Dreschflegel, Mistgabel oder Sense sicher als Werkzeuge der Landwirtschaft zu sehen, wurden in entsprechenden Konfliktsituationen (z. B. Deutscher Bauernkrieg) aber auch als Waffen zweckentfremdet.
Der juristische Begriff, der im deutschen Strafrecht für in konkreten Situationen – als Waffe benutzte – zweckentfremdete Gegenstände verwendet wird, ist „gefährliches Werkzeug“.

#### Folter- und Hinrichtungsinstrument
Waffen werden als Mittel im Kampf verstanden. Mittel, die allein Schmerzen oder den Tod eines wehrlosen Opfers herbeiführen sollen, werden als Folter- bzw. Hinrichtungsinstrument verstanden. Analog dazu sind Schlachtinstrumente, z. B. Schlachtschussapparate, gegenüber einer Jagdwaffe zu sehen.

#### Munition
Munition wird oft als der eigentliche Wirkungsträger im Zusammenhang mit einer Fernwaffe definiert. Diese Definition ist bei einfachen Waffen beziehungsweise Geschossen eindeutig: z. B. Bogen/Pfeil oder Feuerwaffe/Patrone. Bei zunehmendem Verhältnis der Technisierung zwischen dem Geschoss und dem Startgerät wird der Wirkungsträger als Waffe bezeichnet, z. B. bei einem Lenkflugkörper oder einer Kernwaffe.

#### Waffensystem
Militärisches Großgerät, vor allem bewaffnete Fahr- und Flugzeuge, wird als Waffensystem bezeichnet. Mindestens ein Teil des Waffensystems ist die eigentliche Waffe, z. B. die Kanone eines Kampfpanzers. Dieser Teil wird auch als Effektor bezeichnet, im Gegensatz zu einem Sensor, der der Zielerfassung dient, wie z. B. einem Radar.

### Übertragene Bedeutung
Im militärischen Bereich werden auch verschiedene Einheiten als Waffe bezeichnet. So bezeichnet man die Infanterie als Hauptwaffe im Bodenkampf. In Deutschland werden die Luftstreitkräfte als Luftwaffe bezeichnet.
Im übertragenen Sinn werden als Waffen auch Ideen und andere nichtmaterielle Güter (Informationen) angesehen. Mit rhetorischen Strategien versuchen z. B. Politiker, ihre politischen Gegner in einem schlechten Licht dastehen zu lassen, hier ist auch schnell die Rede von „verbalen Angriffen“ und „Wortgefechten“, in denen das gesprochene Wort der verbalen Aggression dient. Der Begriff „Aggression“ setzt eine soziale Interaktion voraus, die einen Angreifer und ein Opfer kennt. Vom Angreifer wird angenommen, dass er in feindseliger Absicht vorgeht, eine negativ intendierte Handlung vollführt. Während beim Fluchen das Opfer in der Regel verschont bleibt, ist die Drohung eine Vorstufe der tätlichen Auseinandersetzung. Gleichzeitig können Worte auch verletzend wirken. Sie wirken sich auf die psychische Lage des Opfers aus, z. B. auf das Selbstwertgefühl, Angstzustände und so weiter.
Die Kunst wird ebenfalls als Waffe bezeichnet und verwendet. Ob in Literatur oder Bildern, als Auftragsarbeit für Propagandazwecke oder als freie Kunst. So ist die Aussage von Friedrich Wolf „Kunst ist Waffe“ bekannt.

„Nein, Malerei ist nicht dazu da, um Appartements zu schmücken. Sie ist eine Waffe zu Angriff und Verteidigung gegen den Feind.“

### Juristische Definition in Deutschland
Das Waffengesetz (WaffG) der Bundesrepublik Deutschland definiert den juristischen Waffenbegriff und regelt den Umgang mit Waffen. Hinzu kommt das Sprengstoffgesetz (SprengG), das explosionsgefährliche Stoffe umfasst. Für militärische Zwecke konstruierte Waffen werden durch das Kriegswaffenkontrollgesetz (KrWaffKontrG) reglementiert.
Weitere unter die allgemeine Definition einer Waffe fallende Mittel (z. B. Gift) besitzen eigene Gattungsbegriffe und Definitionen und finden z. B. im Strafgesetzbuch (StGB) Erwähnung.

„Waffen sind

1. Schusswaffen oder ihnen gleichgestellte Gegenstände und

2. tragbare Gegenstände,

a) die ihrem Wesen nach dazu bestimmt sind, die Angriffs- oder Abwehrfähigkeit von Menschen zu beseitigen oder herabzusetzen, insbesondere Hieb- und Stoßwaffen;
b) die, ohne dazu bestimmt zu sein, insbesondere wegen ihrer Beschaffenheit, Handhabung oder Wirkungsweise geeignet sind, die Angriffs- oder Abwehrfähigkeit von Menschen zu beseitigen oder herabzusetzen, und die in diesem Gesetz genannt sind.“

„Die Begriffe der Waffen und Munition sowie die Einstufung von Gegenständen nach Absatz 2 Nr. 2 Buchstabe b als Waffen, die Begriffe der Arten des Umgangs und sonstige waffenrechtliche Begriffe sind in der Anlage 1 (Begriffsbestimmungen) zu diesem Gesetz näher geregelt.“

„Gesundheitsschädliche Stoffe“, „Gift“ und „Gefährliches Werkzeug“ sind nicht näher definierte Begriffe der §§ 224, 314, 330a und 177 StGB.
In anderen europäischen Ländern (Österreich, Schweiz) ist die juristische Definition von Waffen ähnlich.

## Waffenwirkung
Die Waffenwirkung ist die physische oder psychische Wirkung, die eine Waffe gegenüber einem Lebewesen oder Objekt entfaltet.

### Physische Wirkung
Die physische Wirkung von Waffen bzw. ihrer Munition beruht auf verschiedenen physikalischen, biologischen und chemischen Wirkweisen.
Bei durch kinetische Energie wirkenden Waffen gibt es zwei Prinzipien:
- Energie großflächig übertragen: Die in einem Bewegungsablauf, z. B. beim Schwingen einer Keule, aufgenommene Bewegungsenergie wird bei Auftreffen auf einen Körper in kürzester Zeit großflächig abgegeben. Die Folgen sind schwere Prellungen und Knochenbrüche.

- Energie konzentrieren: Die Spitze eines Messers, Speers oder Geschosses konzentriert die aufgewendete Kraft auf eine sehr kleine Fläche. Es tritt ein hoher Druck auf, denn Druck ist Kraft pro Fläche. Dadurch kann ein Ziel penetriert werden bzw. die Eindringtiefe erhöht sich (siehe Erstechen, Schussverletzung).

Bei konventionellen Bomben und Minen wird ein Sprengstoff zur Detonation gebracht. Diese extrem schnelle Verbrennung führt zur Bildung großer Mengen von Gasen, so dass eine Detonationswelle entsteht. Diese wirkt entweder direkt durch Lungenriss, Knalltrauma, Verbrennung oder indirekt durch kinetische Energie, wenn Splitter (Bestandteile der Hülle oder bereits enthaltene vorgeformte Splitter) bzw. am Explosionsort befindliche Objekte mit hoher Geschwindigkeit in die Umgebung geschleudert werden.
Brandvorrichtungen aller Art wirken vor allem durch Verbrennungen oder durch den Entzug von Sauerstoff, was zur Erstickung führt.
Atom- oder Kernwaffen wirken gleichzeitig auf unterschiedliche Weise. Bei einer Kernwaffenexplosion wirken u. a. Detonationswelle, Wärmestrahlung, ionisierende Strahlung und elektromagnetischer Puls.
Biologische Waffen wirken durch Krankheitserreger und natürliche Toxine auf Lebewesen ein und bewirken Epidemien und Vergiftungen.
Chemische Waffen wirken in der Regel als Gifte gegen die Atemwege, das Blut, die Haut oder auf die Nerven (Nervengift). Einige Mittel werden auch als sogenanntes Tränengas eingesetzt. Herbizide wirken als chemische Waffen gegen Pflanzen (z. B. Agent Orange).
Elektroimpulswaffen arbeiten mit dem Prinzip eines kontrollierten elektrischen Schlags.
Energiewaffen nutzen das elektromagnetische Spektrum, insbesondere UV-, Licht-, Infrarot- und Mikrowellen, um gebündelt Energie in Form von Hitze, Laserstrahlen oder grellem Licht auszusenden. Daneben existieren Schallwaffen, die ihre Wirkung durch laute und unangenehme Töne entfalten.

### Psychische Wirkung
Waffen können eine Drohwirkung entfalten, auch ohne dass sie wirklich eingesetzt werden. Sollen unter Nutzung der psychischen Wirkung von Waffen potenzielle Gegner von Handlungen wie Angriffen abgehalten werden, spricht man von Abschreckung. Ein Beispiel für eine Waffengattung mit großem Abschreckungspotenzial sind Kernwaffen.
Auch Nachbildungen von Waffen, insbesondere in Originalgröße, können bei anderen Menschen Ängste auslösen oder sogar zu Polizeieinsätzen führen, bei denen die Polizei damit rechnen muss, scharfen Waffen gegenüberzustehen. Unter Umständen reicht schon ein ausgestreckter Finger in der Tasche eines Kleidungsstücks, um in einem sensiblen Umfeld zu Gegenmaßnahmen im Rahmen der Putativnotwehr zu führen.

## Zeichen von Macht und Reichtum

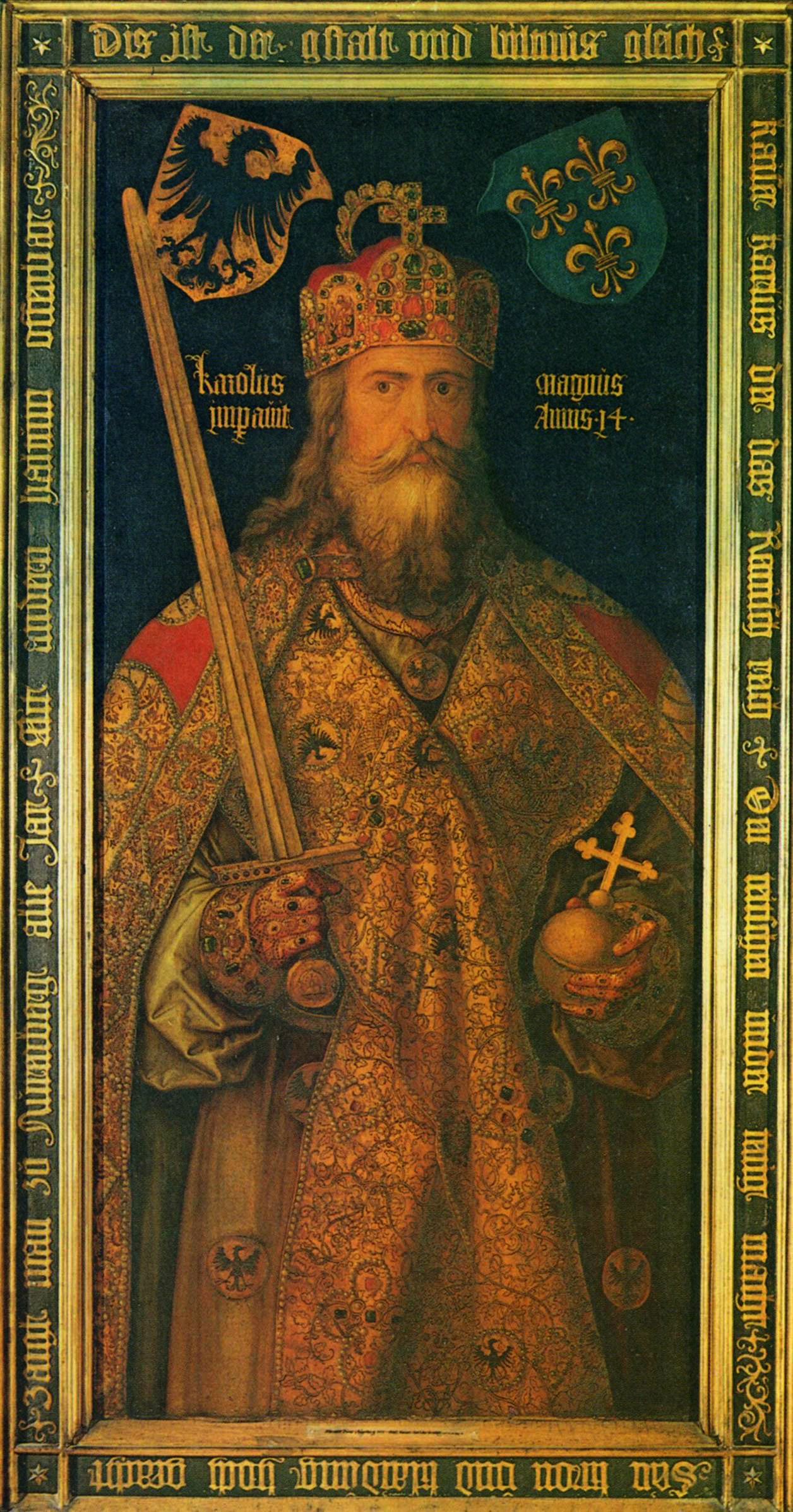
Karl der Große, gemalt 1513 von Albrecht Dürer

In verschiedenen Kulturen war und ist das Tragen von Waffen Ausdruck für die soziale, wirtschaftliche oder politische Stellung des Trägers. In der Bronzezeit und der Eisenzeit waren aus diesen Materialien gefertigte Waffen noch sehr teuer und die Waffen wurden an Schneide und Griff entsprechend verziert. Später wurden aufwendige Gravuren, Edelsteinschmuck, Silber und Gold oder Elfenbein eingebracht.
In Jemen ist das Tragen des reichlich verzierten Krummdolchs Jambia ein Symbol von Männlichkeit. Jungen bekommen diese Waffen als sichtbares Zeichen der beendeten Kindheit.
Der Papst überreichte das Reichsschwert des Heiligen Römischen Reiches dem römisch-deutschen Kaiser bei dessen Krönung als Zeichen der weltlichen Macht, die er aus der Hand Gottes erhält. Beim anschließenden Auszug aus der Kirche wurde es dem neuen Kaiser vom Schwertführer mit der Spitze nach oben als Zeichen der weltlichen Macht und Gewalt vorangetragen.
Das ebenfalls zu den Herrschaftszeichen zählende Zepter ist eine aus Edelmetallen und Edelsteinen hergestellte Abwandlung des Streitkolbens.
Bis zur heutigen Zeit werden reich verzierte Waffen, z. B. bei Staatsbesuchen, als Geschenk überreicht. Viele Jäger leisten sich ebenfalls häufig Jagdwaffen aus edlen Materialien (Wurzelholz), reich mit Gravuren verziert, die selbst als Großserienanfertigung noch mehrere zehntausend Euro kosten können. Zu besonderen Jubiläen liefern Waffenhersteller oft besondere Versionen oder besonders verzierte Waffen, welche hauptsächlich ästhetischen Ansprüchen genügen sollen und nicht unbedingt zum Gebrauch gedacht sind.

## Geschichte
Die Geschichte der Waffen ist so alt wie die Menschheit selbst. Wie bei allen anderen Lebewesen, so bestand auch das Bedürfnis der Menschen darin, die eigene Existenz zu sichern. Dazu gehört die Versorgung mit Nahrung und der Schutz der Spezies. Als Omnivoren (Allesfresser) benutzen die Menschen sowohl Werkzeuge zur Jagd als auch zur Zubereitung von pflanzlichen und tierischen Lebensmitteln.
Neue Bearbeitungsmöglichkeiten, Materialien und Erfindungen führten in den letzten 2,5 Millionen Jahren zu einer stetigen Weiterentwicklung der Waffentechnik. Beeinflusst wurde diese Entwicklung nicht nur von technischen Änderungen, sondern auch auf kultureller Ebene. Jagdmethoden und Waffen änderten sich zum Beispiel dadurch, dass zuerst in Gruppen, später auch alleine und seit der Bildung von Staaten dann in Europa nur noch durch Privilegierte gejagt wurde.
Kaum eine Industrie hat im Verlauf der Geschichte mehr Innovationen hervorgebracht als die Rüstungsindustrie, die hierfür schon sehr früh intensive Forschung auf den Gebieten der Chemie, Physik, Metallurgie, Materialkunde, Bearbeitungstechniken, Innen- und Außenballistik und so weiter betrieben hat. So gab es seit Beginn industrieller Waffenentwicklung schon die Wechselwirkung zwischen militärischen Erfordernissen an die Waffentechnik und der damit zusammenhängenden Forderungen an die Rüstungsindustrie und deren Entwicklungen, die „im Feld“ getestet und angewendet werden sollten.
Zu den modernen Waffen zählen unter anderem halbautomatische und automatische Waffen, Waffen-Großgerät und Waffensysteme sowie alle Formen von Kampfstoffen und Nuklearwaffen sowie nicht zuletzt funk- und lasergesteuerte Waffen.
Dem menschlichen Waffengebrauch kommt eine besondere Bedeutung in der Kulturevolution zu: Die geschichtliche Aufrüstungsspirale drängt Kollektive zu immer höheren Technik- und Kognitionsleistungen, da die Waffentechnik in Konfliktsituationen einen Selektionsdruck auf ganze Kulturen ausübt.

### Urgeschichte

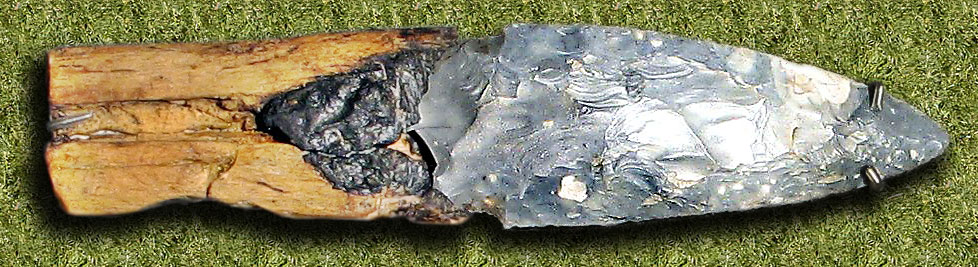
Dolch aus Feuerstein

Schon in der Urgeschichte diente die Waffe dem körperlich oder zahlenmäßig unterlegenen Individuum bei der Nahrungsbeschaffung (Jagd auf Wild). Sie diente aber auch beim Angriff und der Verteidigung als Ausgleich körperlicher Unterlegenheit und damit zur Sicherung der individuellen Existenz.
In der Altsteinzeit (Altpaläolithikum) wurde vor etwa 2,5 Millionen Jahren zuerst Geröll benutzt, dem man durch Gegeneinanderschlagen eine Schneide verlieh (Oldowan). Vor 1,5 Millionen Jahren, im Acheuléen, kamen dann schon feiner bearbeitete Faustkeile zum Einsatz. Vor 400.000 Jahren bestand dann beiderseits des Ärmelkanals bereits eine Clactonien genannte Fertigung in größerem Umfang für Waffen aus Feuerstein. Auch Pfeil und Bogen gab es bereits in der Altsteinzeit, wenngleich auch in etwas anderer Form als heute.
Mit den Aurignacien begann vor etwa 35.000 Jahren in Europa die jüngere Altsteinzeit (Jungpaläolithikum). Typische Waffen dieser Zeit sind lange, schmale Klingen (bis etwa 26 Zentimeter), die mit Meißel-Hammer-Technik gefertigt sind. Wenn sie einen stumpfen Rücken aufweisen, werden sie als Messer bezeichnet. In diesem Zeitabschnitt der Menschheitsgeschichte finden sich bereits häufig Geräte aus Knochen, Hornsubstanz (Geweihspitzen) und Elfenbein.

### Altertum

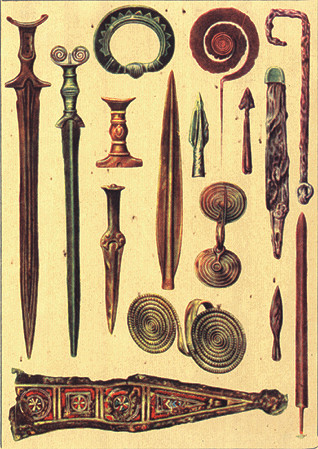
Waffen aus der Bronzezeit

In der Bronzezeit kamen die ersten Metalle zum Einsatz. In dieser Zeit wurde das Schwert entwickelt, welches die erste Waffe für kriegerische Konflikte, also nicht für die Jagd, darstellt.
In der Antike wurde sehr viel Wert auf waffentechnische Entwicklungen gelegt. Das römische Kurzschwert Gladius, stilistisch von den Kelten übernommen, war beispielsweise schon eine fortschrittliche waffentechnische Entwicklung, gut ausbalanciert, mit Griffschutz und hölzerner, lederbezogener Scheide, und das als Massenprodukt im 1. Jahrhundert.
Bei allen Kulturvölkern dieser Zeit gab es auch schon Schutzwaffen in Form von Schilden, Helmen und Körperpanzerungen aus Holz, Metall und Leder sowie allen Kombinationen aus diesen Materialien. Im Altertum entstanden auch die ersten schweren Kriegsgeräte in Form von Sturmleitern und Belagerungstürmen, welche dem Angriff auf Befestigungen dienten, sowie Wurfmaschinen und Feldgeschütze, die in der Lage waren, Steine, brennende Strohballen und schwere Pfeile zu verschießen.

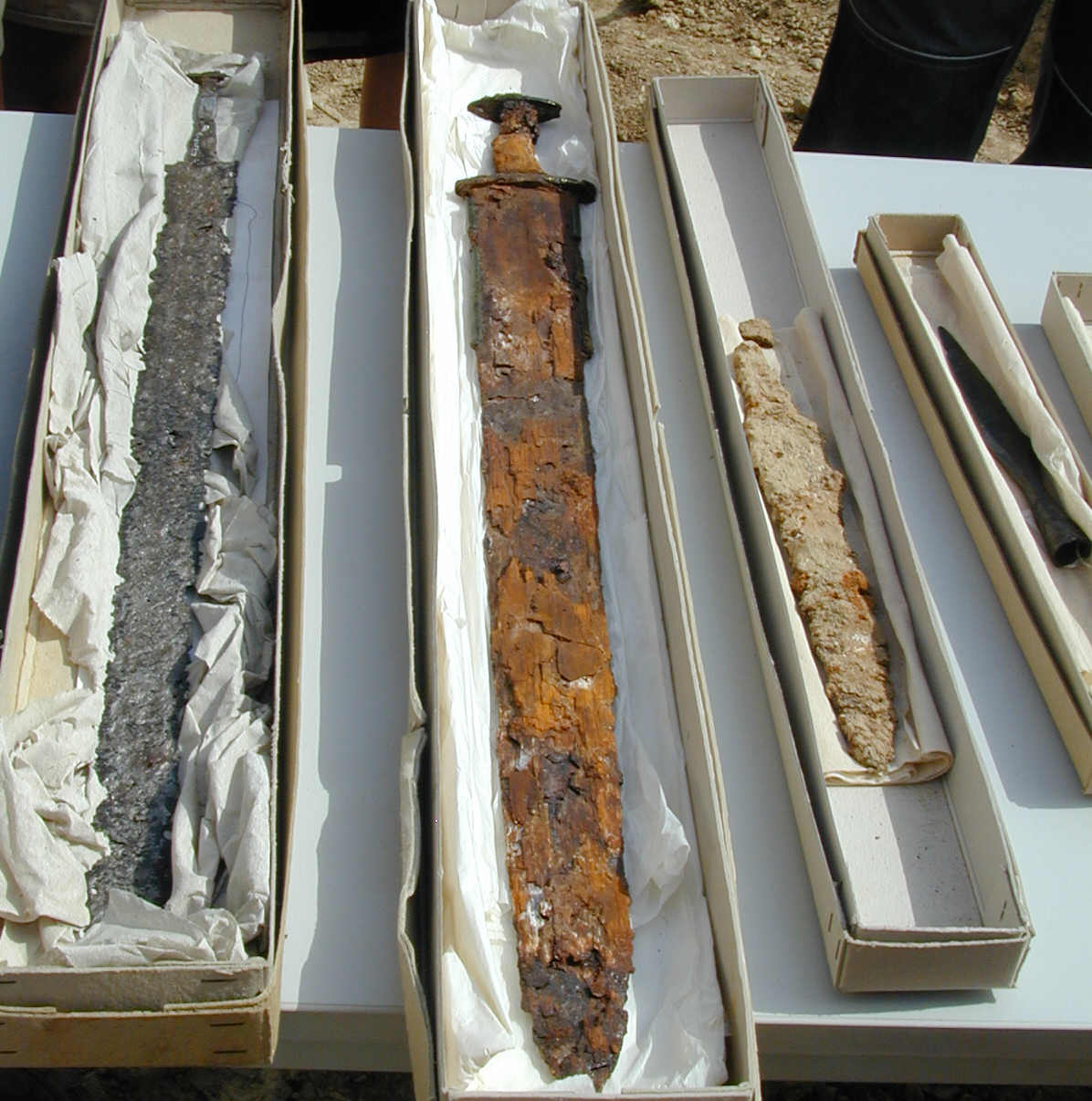
Waffen am Ende der Spätantike: zwei Spathae, Sax und Speerspitze (von links nach rechts)

Am Beginn der römischen Kaiserzeit war die Bewaffnung der Germanen im Gegensatz zum römischen Militär leicht und beinhaltete kaum Panzerungen oder Helme. Die wichtigsten Waffen waren Speer beziehungsweise Lanze und Schild. Römische Legionäre waren typischerweise einheitlich gepanzerte Fußkämpfer, die von teilweise berittenen Hilfstruppen unterstützt wurden. Die Ausrüstung der römischen Armee wandelte sich am Ende der Kaiserzeit. Der römische Gliederpanzer war in der Spätantike wieder gänzlich durch Kettenhemden beziehungsweise Schuppenpanzer ersetzt worden. Im 3. und 4. Jahrhundert übernahmen Germanen vermehrt typisch römische Ausrüstungsgegenstände. Außerdem erfuhr das römische Heer durch die Aufnahme zahlreicher germanischer Krieger eine starke Germanisierung, was letztendlich dazu führte, dass in der Spätantike die Waffen von ranghohen Germanenkriegern kaum mehr von denen römischer Soldaten unterschieden werden können. Seit Ende der römischen Kaiserzeit wurde auch das lange Schwert, genannt Spatha in größerem Stil eingesetzt, während der Gladius zunehmend verdrängt wurde. Die Spatha wurde auch schwerer und zunehmend als Hiebwaffe gebraucht. Auch Pfeil und Bogen kamen in der Spätantike wieder verstärkt zum Einsatz. Ein besonderes Wurfbeil, die Franziska wurde im 5. und 6. Jahrhundert vor allem von fränkischen Kämpfern verwendet, verschwand aber ab 600 n. Chr. wieder aus der Bewaffnung. Seit dem fortgeschrittenen 5. Jahrhundert trat bei germanischen Völkern neben die Spatha vor allem der Sax als kurzes, einschneidiges Hiebschwert.
Typische Schutzwaffen der Spätantike waren neben Rundschilden mit Eisenbuckel auch Kettenhemden und Helme. Bei den Helmen waren am Beginn der Epoche vor allem Kammhelme im römischen Militär verbreitet, die später zunehmend durch Spangenhelme, Bandhelme und ab dem 6. Jahrhundert durch Lamellenhelme ersetzt wurden. Diese Helme wurden zunehmend auch von Germanen verwendet. Typisch für die Epoche sind insbesondere gepanzerte Reiter wie Kataphrakten. Als typische Waffe führten sie die sehr lange Contuslanze, die beidhändig geführt wurde. Aber auch gepanzerte, berittene Bogenschützen, die zusätzlich über Lanzen und Schwerter verfügten, kamen insbesondere im oströmischen Heer zum Einsatz. Diese Einheiten wurden von Prokop als besonders schlagfertig gelobt, vor allem während des Gotenkriegs.
Das Truppenaufgebot der Steppenvölker wie Sarmaten, Hunnen und Awaren bestand in erster Linie aus Reitereinheiten. Dabei waren gepanzerte Lanzenreiter für Sarmaten typisch, während die hunnischen Krieger in der Regel leicht bewaffnet waren und den Gegner mit Pfeilsalven zermürbten, die sie vom Pferd aus abfeuerten. Dabei galt insbesondere der hunnische Reflexbogen als „Wunderwaffe“. Gepanzerte Lanzenreiter wurden auch in den Heeren der Sassaniden und in Anlehnung an östliche Vorbilder zunehmend in der römischen Armee eingesetzt. Steigbügel wurden vermutlich von den Awaren erstmals in größerem Stil verwendet. Auch bei den germanischen Völkern, insbesondere den Goten, hatten die Reiterkrieger, die etwa in der Schlacht bei Adrianopel entscheidend zum Sieg beitrugen, einen hohen Stellenwert. Diese Art der Kriegsführung hatten die Ostgoten von den Reitervölkern nördlich des Schwarzen Meeres übernommen.
Insgesamt glichen sich die Heere der „Barbaren“ und das römische Heer in der Spätantike einander an. Die Schlagkraft des spätrömischen Heeres war allerdings immer noch hoch.

### Mittelalter
Waren im frühen Mittelalter noch typische Waffenformen der Spätantike im Gebrauch, wandelten sich diese zu den hochmittelalterlichen Waffen. So entwickelte sich aus der römisch-germanischen Spatha das klassische Ritterschwert. Gleichsam wandelte sich der hölzerne Rundschild mit Eisenbuckel über ovale Formen zum dreieckigen Schild aus Holz oder Metall. Die Reiterlanze wurde im hohen Mittelalter unter den Arm geklemmt und – anders als der Wurfspeer – nicht mehr in der erhobenen Hand geführt. Im späten Mittelalter kamen Schwerttypen auf, die man beidhändig führte, zum Beispiel Anderthalbhänder, sogenannte Lange Schwerter und schließlich Zweihänder. Aber auch spezialisierte Stangenwaffen wie die Hellebarde fanden immer weitere Verbreitung.

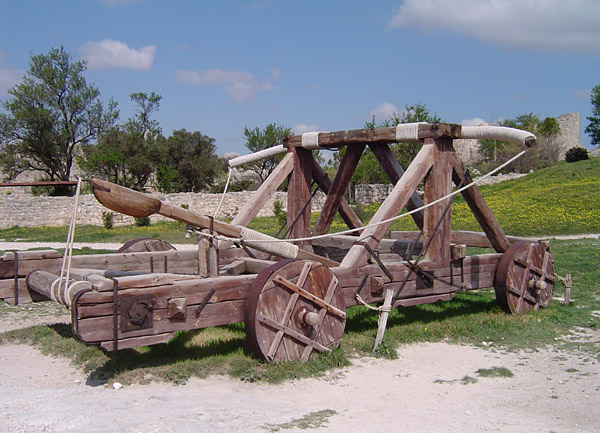
Katapult (Replikat)

Im Mittelalter wurden Waffen schon unter industriellen Bedingungen gefertigt. Geachtet wegen ihres kunstvollen Handwerks, zogen Waffenschmiede ähnlich wie Landsknechte von Dienstherr zu Dienstherr und verkauften ihre Leistungen. Teilweise führten Waffenschmiede dabei ihre Halbzeuge mit sich, die dann zu besonderen Waffen nach den Erfordernissen ihrer Abnehmer fertiggestellt wurden. In Vorbereitung von Feldzügen wurden Waffen in großen Mengen benötigt und von Waffenschmieden in Fertigungsketten hergestellt. So arbeiteten Verhüttung und Eisenerzeugung, Schmiede und Schleiferei Hand in Hand, hinzu kamen noch Holz und andere Materialien verarbeitende Gewerke hinzu. Die Entwicklung von Kriegsmaschinen und Belagerungsgeräten wie Katapulten und Schleudern wurde bis zur Verwendung des Schießpulvers weiter betrieben.
Auch die Entwicklung von Schutzwaffen wie Körperpanzerungen wurde bis zu einem gewissen Grad der Unsinnigkeit weiter betrieben; so gab es Rüstungen, die ihre Träger trotz guter Physis im Einsatz schlicht überforderten. Bei dem großen Bedarf an Soldaten und Waffen in dieser kriegerischen Epoche der Menschheit wurde auch gerne auf Bauern und Landarbeiter zur Auffüllung der Armeen zurückgegriffen und mangels ausreichender Bestände an Waffen – und zum Teil auch wegen der Unfähigkeit der einfachen Leute, mit diesen Waffen umzugehen – bewaffnete sich das Landvolk mit dem, was zur Verfügung stand; hölzerne Mistgabeln, Dreschflegel, Sensen, Knüppel, Beilen und Äxten.
Eine weitere Entwicklung fand in der Hauptsache bei den Bogenwaffen statt. Die Doppel- und Hornbogen, die sich noch im Altertum großer Beliebtheit erfreuten, wurden von gut durchdachten Konstruktionen mit höherer Federwirkung und damit besserer Energieausnutzung verdrängt. Armbrüste (der Begriff kommt von 'Arcuballista' und hat weder mit Arm noch mit Brust etwas zu tun) verschiedener Entwicklungsstufen eroberten sich wegen der hohen Durchschlagskraft einen vorderen Platz in der Beliebtheitsskala, weil sie in der Lage waren, Körperpanzerungen zu durchschlagen, aber vor allem, weil die Anlernzeit für einen Armbrustschützen wesentlich kürzer war als die für einen Langbogenschützen. Später wurden die Armbruste durch Feuerwaffen verdrängt.
Die Erfindung des Schwarzpulvers (Anfang des 13. Jahrhunderts) hielt sehr bald Einzug in die Waffenentwicklung. Recht früh wurden primitive Handrohre eingesetzt. Jedoch war die neue Technik noch schwer zu handhaben, so dass es noch einmal ein gutes Jahrhundert brauchte, um effiziente Feuerwaffen zu entwickeln und schließlich die Verdrängung bisher genutzter Waffen einzuleiten.

### Frühe Neuzeit

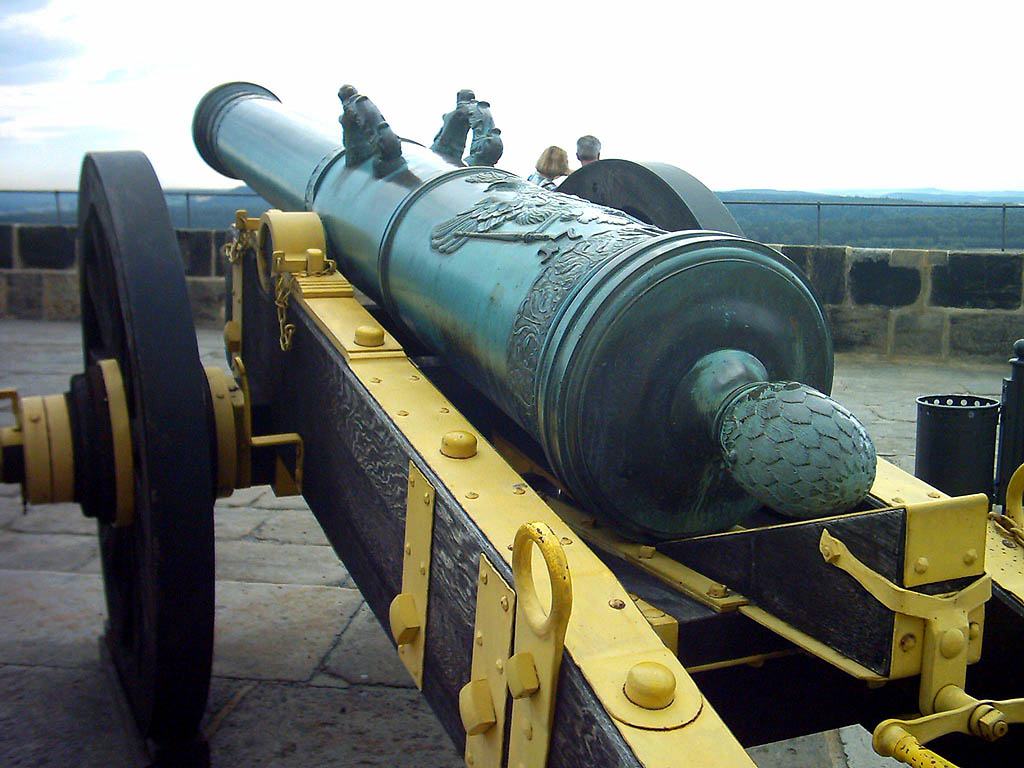
Kanone auf Lafette

Mit dem Ende des Mittelalters änderte sich, bedingt durch die Weiterentwicklung der Feuerwaffen, auch die Art der Kriegsführung. Das Rittertum verschwand zugunsten neuer militärischer Strategien, die auf den neuen Waffen beruhten. Der Kampf Mann gegen Mann wurde nach und nach durch die Verwendung von Distanzwaffen überholt. Die Artillerie gewann auf dem offenen Schlachtfeld an Bedeutung. Die Vielzahl der verfügbaren mobilen und stationären Kanonen und Mörser in verschiedenen Kalibern und für die verschiedenen Einsatzzwecke war kaum überschaubar.
Die Waffenhersteller dieser Zeit und im Besonderen die Kanonengießer mussten wegen der schon zur Verfügung stehenden beträchtlichen Energien besondere Sorgfalt auf ihre Arbeit verwenden. So war es üblich, dass Kanonengießer beim ersten Schuss einer von ihnen gefertigten Kanone daneben standen, um so ihr Vertrauen in die Qualität ihrer Arbeit zu demonstrieren. In diese Zeit fällt auch die Entwicklung gezogener Läufe von Schusswaffen sowie die Entwicklung von Zündsystemen bei Handfeuerwaffen vom Luntenschloss zum Steinschloss.
Um die bis zur vermehrten Nutzung von Feuerwaffen üblichen Spieße gegen Kavallerie aber auch Infanterie im Nahkampf zu ersetzen, wurden die Schusswaffen mit einem Bajonett ausgestattet. Der Infanterist konnte damit im Karree dem Angriff der Kavallerie begegnen und diesen abwehren.
Vom 16. bis zum 18. Jahrhundert änderte sich aber nicht nur der Einsatz von Waffen bei militärischen Konflikten, sondern auch bei persönlichen Auseinandersetzungen. Adlige und besser gestellte Bürgerliche verwendeten Blankwaffen bei Auseinandersetzungen, wohingegen Bauern und die ländliche Bevölkerung bei Auseinandersetzungen auf Gegenstände des täglichen Gebrauchs, zum Beispiel Messer und Beile, zurückgriffen. Nach und nach änderte sich dieses Bild, und bei Duellen und anderen Auseinandersetzungen wurden vermehrt Schusswaffen eingesetzt, zunächst bei Adligen und Militärangehörigen, dann auch in studentischen Kreisen.

### 19. Jahrhundert

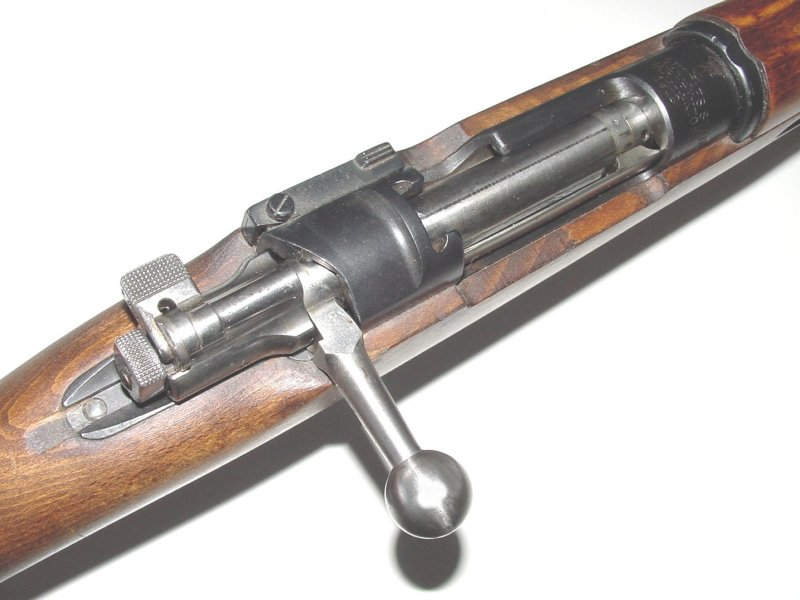
Repetiersystem M96

Mit dem 19. Jahrhundert begann das Zeitalter der modernen Waffen. Die waffentechnische Entwicklung schritt rasant voran und reichte von der Entwicklung der ersten Feuerwaffen mit Perkussionsschloss bis zur Einführung der ersten Hinterladergewehre, teilweise auch schon mit Magazin. Die leistungsfähigeren Gewehre änderten die Kriegsführung. So wurden beim Deutsch-Dänischen Krieg 1864 und dem Amerikanischen Bürgerkrieg 1861–1865 schon in Schützengräben gekämpft. Feuergeschwindigkeit, Reichweite und Präzision konnten enorm gesteigert werden. Beim Hinterladergewehr war das Laden im Liegen möglich, was zusammen mit dem neuartigen rauchschwachen Pulver die Tarnung erheblich verbesserte. Die Einführung des Maschinengewehrs Ende des 19. Jahrhunderts sollte die Kriegsführung noch massiver ändern.
Auch in der Seekriegsführung änderte sich vieles. Kämpften bei der Schlacht von Trafalgar 1805 noch Segelschiffe gegeneinander, so standen sich 1862 bei der Schlacht von Hampton Roads dampfgetriebene Panzerschiffe gegenüber. Die Kanonen dieser Panzerschiffe stammten jedoch noch aus der Zeit der hölzernen Segelschiffe, so dass keine Partei die Panzerung durchdringen konnte. Die nachfolgende Generation der Schiffsgeschütze wurde daraufhin entwickelt.
Auch in der Luft wurden die ersten Waffen eingeführt. Die Luftschiffertruppen des deutschen Kaiserreichs wurden bereits 1884 als Versuchsabteilung aufgestellt.

### 20. Jahrhundert

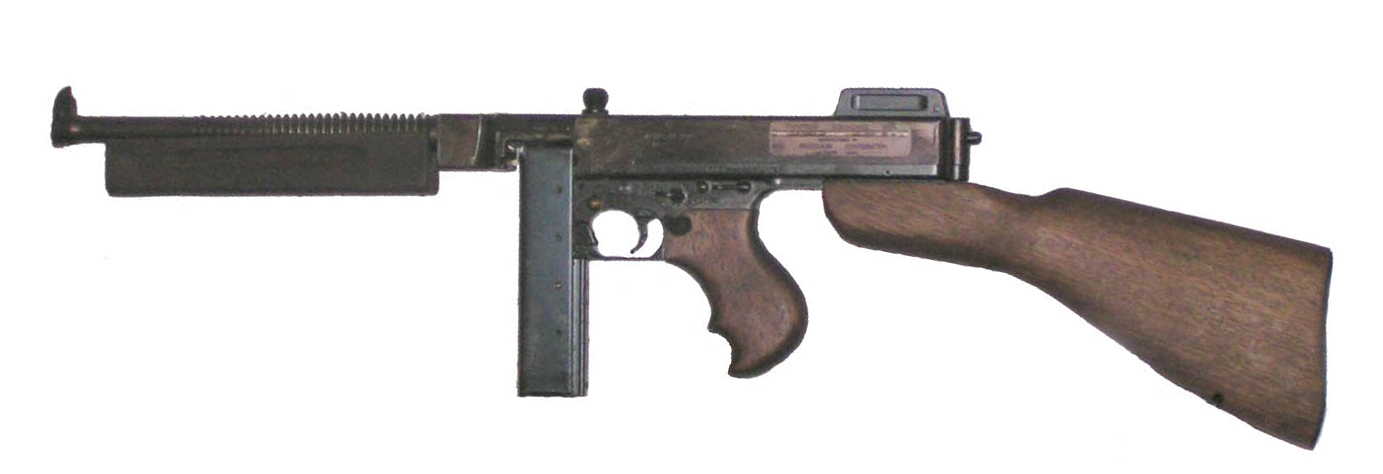
Thompson M1928

Das 20. Jahrhundert brachte vor allem durch die Einführung von Massenvernichtungswaffen (ABC-Waffen) einen großen Sprung in der technologischen Entwicklung von Waffen. Auch wenn bei den herkömmlichen Waffen viele Grundlagen bereits im 19. Jahrhundert gelegt wurden, so trieben weitere Kriege wie die beiden Weltkriege, der Korea- und Vietnamkrieg, der Kalte Krieg und der Zweite Golfkrieg viele entscheidende Entwicklungen weiter voran und perfektionierten sie. Dafür wurde die allgemeine technische Entwicklung in den Bereichen der Metallurgie, Materialbearbeitung, Elektrotechnik und Elektronik genutzt.
Die vielen Kriege des Jahrhunderts boten den Waffenentwicklern aller Industriestaaten eine geeignete Plattform, um ihre Erzeugnisse von den Militärs testen zu lassen. Nur so ist zu verstehen, dass die waffentechnische Entwicklung dieses Jahrhunderts vom Doppeldeckerflugzeug zu Weltraumwaffe, von der 4-Kilogramm-Bombe mit Aufschlagzünder bis zur Neutronenbombe und von der V2-Rakete bis zum GPS- und computergesteuerten Marschflugkörper ging.

### 21. Jahrhundert

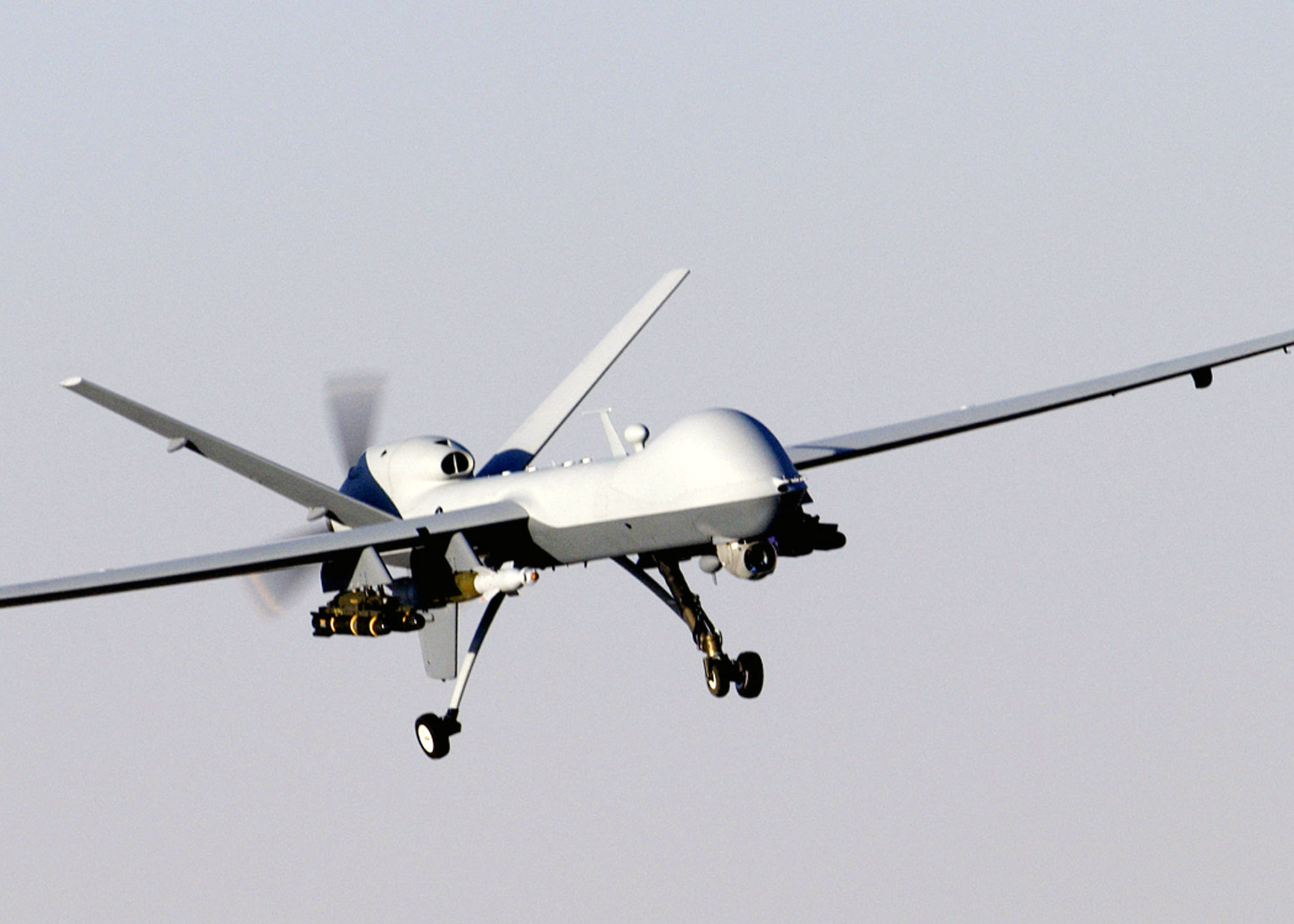
Unbemannte, bewaffnete Drohne MQ-9

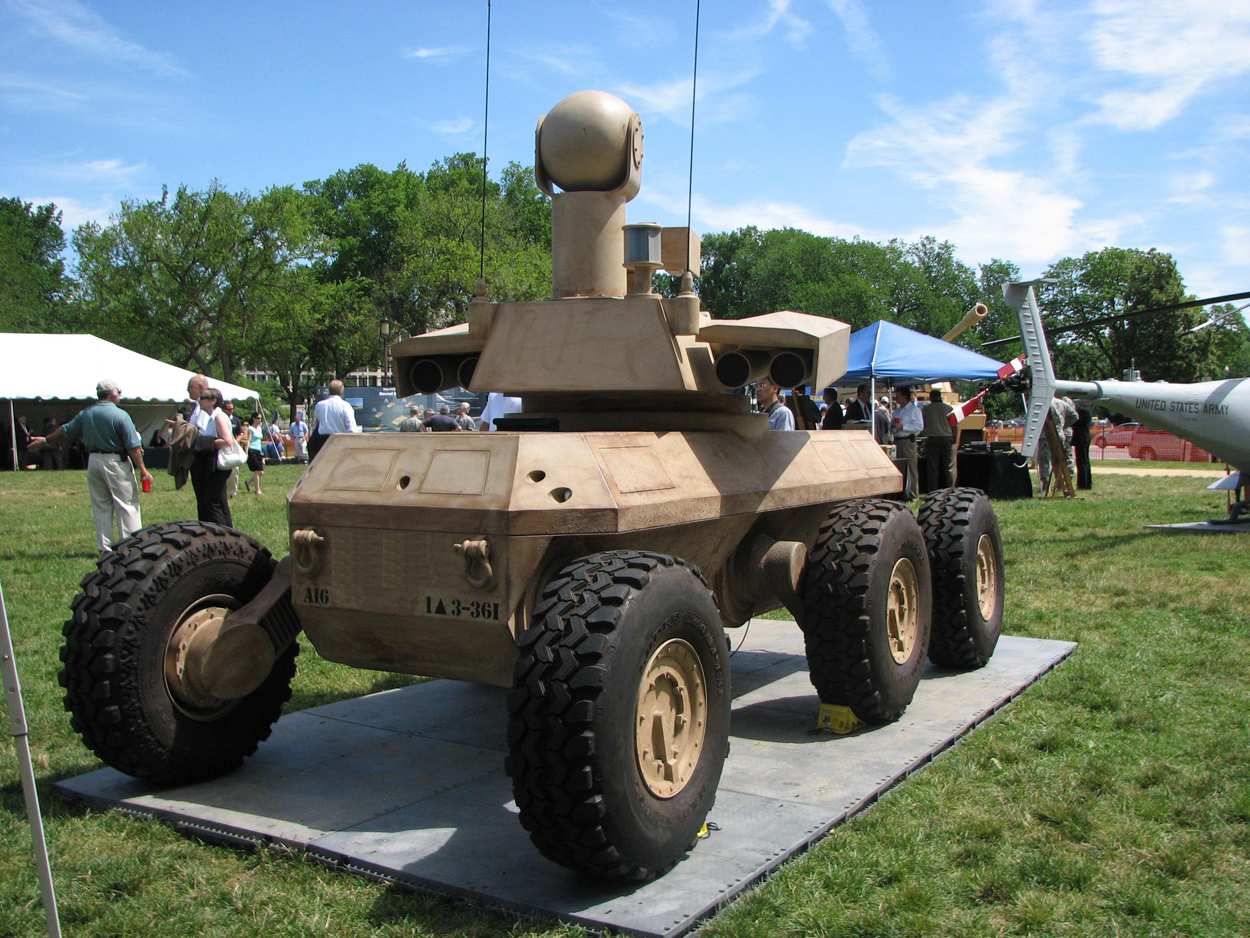
Armed Robotic Vehicle-Assault-Light, unbemanntes mit Panzerabwehrlenkwaffen und einem MG ausgerüstetes Roboterfahrzeug

Im militärischen Bereich steigt die Zahl der „asymmetrischen Kriege“ und stellt die Streitkräfte vor neue Herausforderungen. Stand bis Ende des 20. Jahrhunderts noch das „Gefecht der verbundenen Waffen“, also das Zusammenwirken verschiedener Waffen auf einem Gefechtsfeld, im Vordergrund, so gibt es nunmehr vermehrt Guerilla- und Bürgerkriege sowie terroristische Bedrohungen, welche den Schwerpunkt auf räumlich eng begrenzte Gebiete, den Häuserkampf und die Sicherung von Objekten legen.
Mit Programmen wie Future Force Warrior (USA), FIST (UK), FÉLIN (FRA) oder Infanterist der Zukunft (IdZ, Bundeswehr) versucht man, Soldaten in diesem neuen Umfeld nicht nur besser zu schützen, sondern auch mit neuen Waffen auszurüsten. Im Vordergrund stehen dabei kombinierte Waffen aus Gewehr und Granatwerfer sowie neue, noch wirksamere Munition. Waffen wie Blendwaffen, die zwar nicht tödlich sind, aber zur Erblindung oder zu übermäßig großem Leid führen können, sind nach der Haager Landkriegsordnung hingegen verboten.
Präzisionsgelenkte Munition wird, im Zuge der immer leistungsfähigeren Elektronik, vermehrt eingesetzt. Während im Zweiten Golfkrieg (1990) nicht mal 10 Prozent der Fliegerbomben präzisionsgelenkt waren, waren es im Irakkrieg (2003) schon etwa 70 Prozent.
Es gibt ein klares Bestreben, Soldaten immer mehr aus dem Kampfgeschehen herauszuziehen. Diesen Trend unterstützen neben fortschreitender Automatisierung autonome Systeme. Es halten immer mehr Kampfroboter und Drohnen ihren Einzug in die Arsenale und ermöglichen es, von einem Befehlsstand aus ohne Gefahr für die Soldaten Aufklärung zu betreiben oder gegnerische Streitkräfte anzugreifen. Gleichzeitig sind dagegen ärmere Länder immer noch mit Waffen aus dem Zweiten Weltkrieg oder der unmittelbaren Nachkriegszeit ausgestattet.
Aktuelle Waffensysteme sind meist so konstruiert, dass sie verschiedene Einsatzmuster erfüllen können und so mit einem System mehrere andere Systeme ersetzt werden. Dieses erleichtert auf der einen Seite die Logistik, erhöht aber auf der anderen Seite die Komplexität und damit auch den Preis der Systeme. Beispielsweise sind die F-15, die F-16, der Eurofighter und die Dassault Rafale sowohl als Jagdflugzeug als auch als Jagdbomber einsetzbar. Dies dient unter anderem auch der Kostenreduzierung.
Im polizeilichen und privaten Bereich können Schusswaffen in Zukunft mit elektronischen Sicherungen ausgestattet werden, die nur den rechtmäßigen Benutzer einen Schuss abfeuern lassen. Ebenso halten technische Innovationen wie elektronische Abzugsysteme ihren Einzug in die Serienproduktion.

## Waffenkategorisierung
Eine allgemeingültige und vereinheitlichte Kategorisierung zu Waffen gibt es nicht. Unterscheidungen werden nach Einsatzgebiet, Wirkung, Verwendung, Herkunft, Zweck und vielen anderen Kriterien getroffen.
Unterschieden werden beispielsweise Nahkampfwaffen und Fernwaffen.
Zu den Nahkampfwaffen gehören
- Schlagwaffen (z. B. Schlagstock),
- Hieb- und Stichwaffe (z. B. Dolch, Degen, Rapier).

Die Fernwaffen werden unterschieden in
- Wurfwaffen, (z. B. Speer),
- projektilverschießende (ballistische) Waffen,
- Raketenwaffen und die bislang seltenen Energiewaffen.

Projektilverschießende Waffen sind
- Bogenwaffen,
- Schleuderwaffen,
- Druckluftwaffen,
- Feuerwaffen und
- Magnetfeldwaffen.

Im militärischen Bereich wird gegebenenfalls Nah- und Fernwaffen unterschieden als
- Gefechtsfeldwaffen, deren Wirkung im Sichtbereich erzielt wird, zählen zu den Nahwaffen (z. B. leichte und mittelschwere Infanteriewaffen).
- Waffen, die ihre Wirkung außerhalb des sichtbaren Bereichs erzielen, zählen zu den Fernwaffen (z. B. Artillerie- oder Raketenwaffen).

Es wird auch nach der Wirkung der Waffen unterschieden, z. B. Brandwaffe, Explosionswaffe oder Massenvernichtungswaffe.
Weitere Unterscheidungen werden nach Verwendung, z. B. Reiterbogen, Scharfschützengewehr, Sportpistole, Flugabwehrrakete etc. getroffen.
Eine Kategorisierung nach ausschließlich technischen Gesichtspunkten, wie sie von Ingenieuren und Technikern vorgenommen wird, hat den Vorteil der geringsten Schnittmengen innerhalb eines Unterscheidungsgebiets. Als Beispiel dafür dient die Liste der Waffenkategorien des Wikipedia-Waffenportals.

## Waffengebiete
Waffen werden auf vielfältige Art verwendet. Die Grenzen zwischen den verschiedenen Waffengebieten sind fließend und werden von nationalen Waffengesetzen auch unterschiedlich definiert.

### Gebrauchswaffen

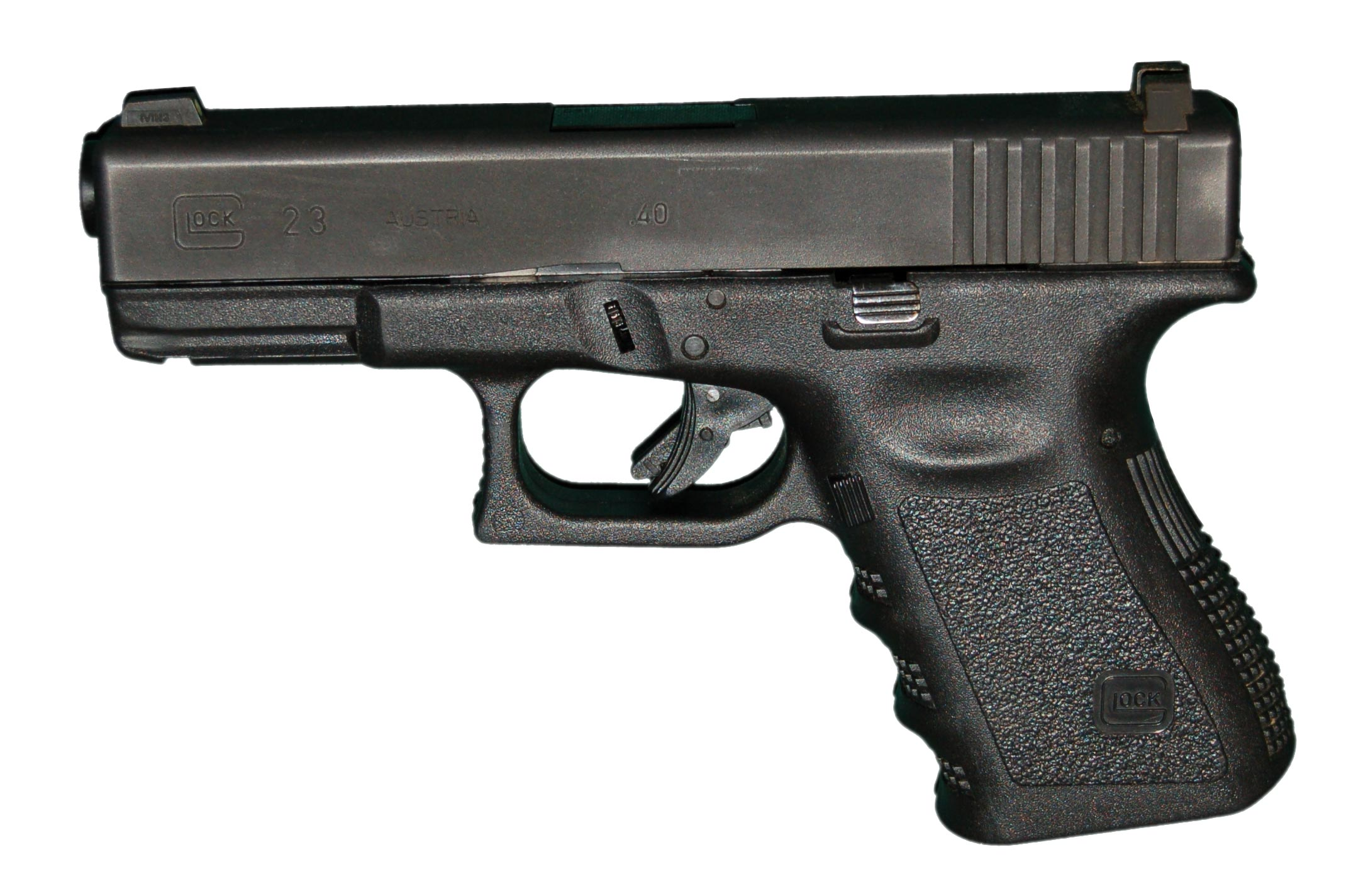
Selbstladende Pistole Glock 23

Als Gebrauchswaffen werden Waffen des täglichen Gebrauchs von Bediensteten staatlicher, halbstaatlicher und privatrechtlicher Organisationen, Institutionen oder Einzelpersonen bezeichnet, die nicht dem Zweck der Kriegsführung unterliegen und somit nicht den Kriegswaffen zuzuordnen sind. Bei den Gebrauchspistolen kann es durchaus zu Überschneidungen der Zuordnung kommen. Gebrauchswaffen können beispielsweise Handfeuerwaffen, nicht tödliche Waffen oder Hiebwaffen sein. Wichtige Kriterien für diese Waffen sind eine sichere Bedienung und schnelle Einsatzbereitschaft, ein geringes Gewicht sowie eine sichere Funktion auch unter widrigen Bedingungen (z. B. Frost, Schlamm).

### Jagdwaffen

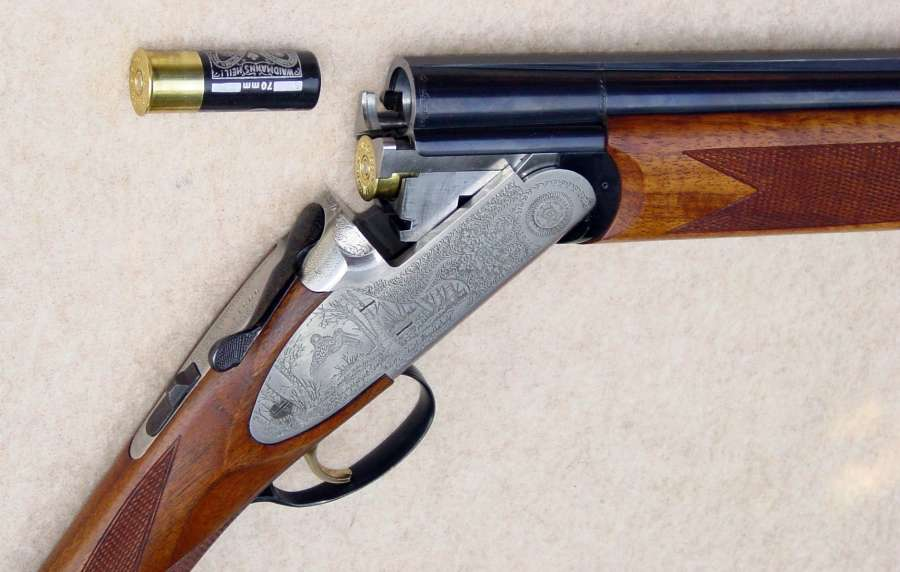
Jagdflinte

Als Jagdwaffen werden alle Waffen bezeichnet, die speziell für die Bedürfnisse der Jagd entwickelt, gefertigt oder modifiziert wurden. Grundsätzlich gibt es Blankwaffen und Feuerwaffen. Hauptsächlich werden heute Schusswaffen zur Jagd verwendet. Jagdwaffen dienen in erster Linie zur Jagd auf Wildtiere unter waidmännischen Gesichtspunkten, das heißt, das bejagte Wild soll schnell, schonend und – für das Tier – leidensfrei erlegt werden. Aus diesem Grund ist der Gebrauch von Waffen, die diese Kriterien aus verschiedenen Gründen nicht erfüllen, in einigen Ländern verboten oder wird teilweise von der Jägerschaft als bedenklich eingestuft (z. B. Bogen, Armbrust, Saufeder etc.). Da viele Jagden auch ein gesellschaftliches Ereignis waren und sind, handelt es sich bei Jagdwaffen oft um entsprechend aufwendige Konstruktionen, denen man den Wohlstand ihres Besitzers ansehen soll. So werden bei vielen Jagdgewehren für den Schaft edle Hölzer (z. B. Wurzelholz) verwendet, Metallteile werden mit jagdlichen Motiven graviert, welche durch Edelmetalle hervorgehoben werden. So reicht das Preisspektrum bei Jagdflinten von rund 300 Euro bis über 30.000 Euro.
Jagdwaffen sollen u. a. die Jagd auf verschiedene Arten von Tieren ermöglichen. Deswegen werden unter anderem mehrläufige kombinierte Waffen eingesetzt. Dabei handelt es sich um Gewehre mit unterschiedlicher Art und Kaliber, die es ermöglichen, ein jeweils angemessenes Kaliber zu verwenden. Also z. B. ein Flintenlauf für Schrot, ein Kugellauf größeren Kalibers für Hochwild und gegebenenfalls ein Kugellauf (auch als Einstecklauf) kleineren Kalibers für kleines Raubwild, z. B. Marder.

### Kriegswaffen

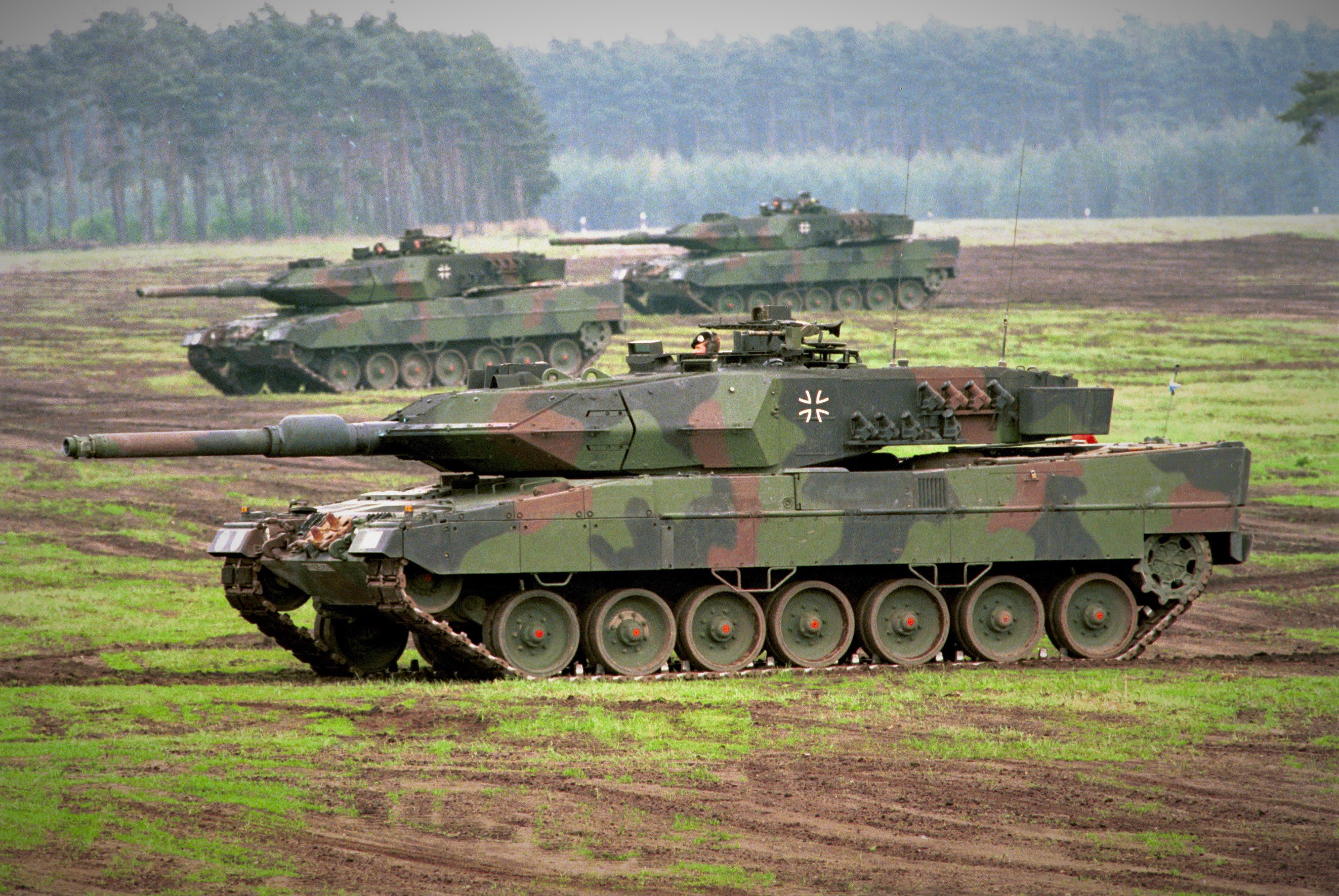
Leopard-2A5-Panzer der Bundeswehr

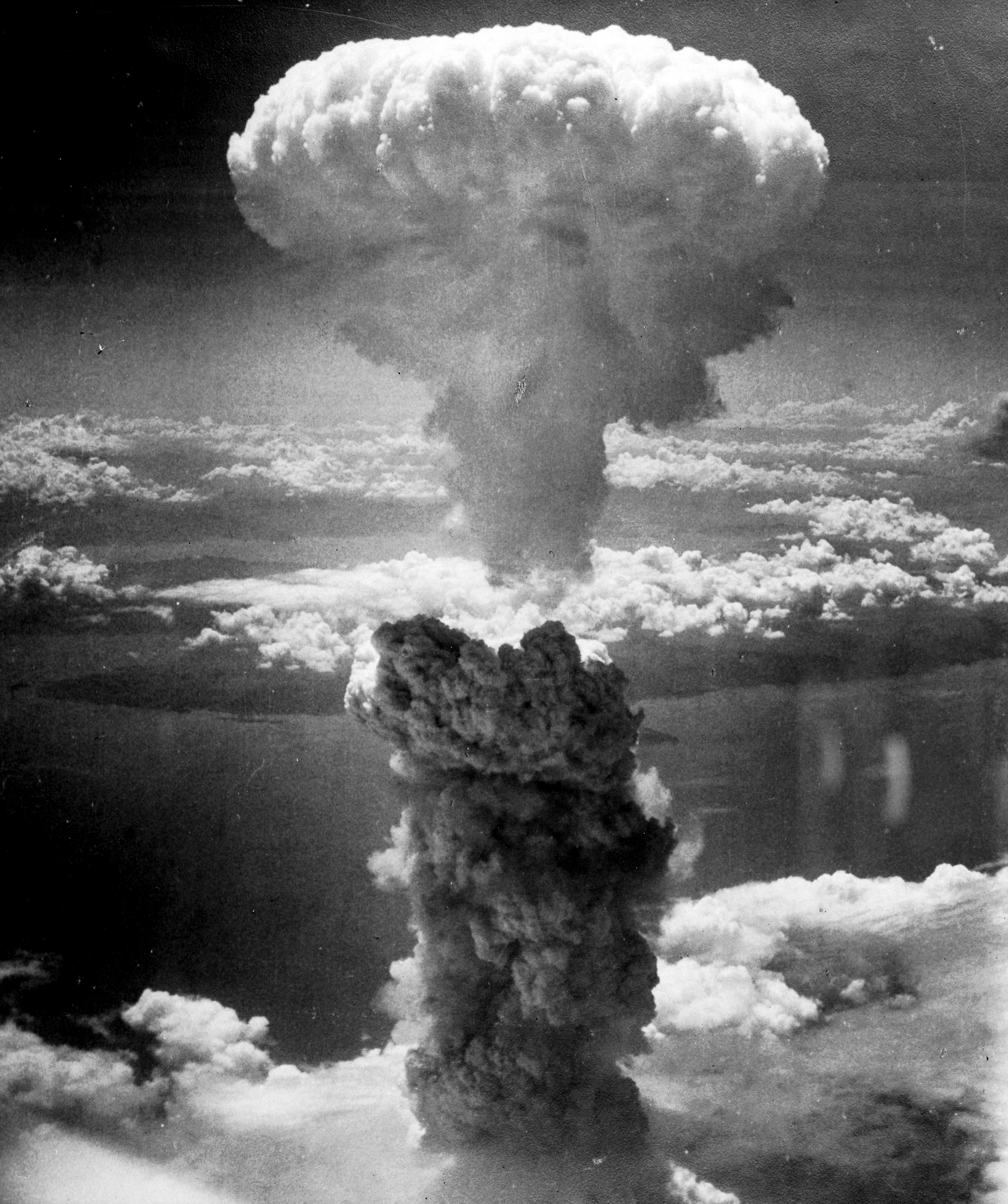
Atompilz über Nagasaki

Per Definition sind Kriegswaffen alle Waffen, die in einem Krieg zum Einsatz kommen können. Sie sind zum Angriff oder zur Verteidigung bestimmt.
Bei den technischen Mitteln wird auch zwischen Offensiv- und Defensivwaffen unterschieden. Diese Unterscheidung fällt schwer, da die meisten Waffen sowohl zum Angriff als auch zur Verteidigung genutzt werden können. Beispielsweise sind Boden-Boden-Raketen typische Offensivwaffen, da diese sich nicht oder nur sehr bedingt zu Verteidigungsgefechten einsetzen lassen. Eine Boden-Luft-Rakete ist hingegen der typische Vertreter einer Defensivwaffe. Letztlich werden die Begriffe Offensiv-/Defensivwaffe über die angewandte Taktik und über den Einsatzort definiert.
Nur in geringem Umfang und nach Ausschöpfung aller Mittel zur Schonung menschlicher Ressourcen, werden in modernen Kriegen militärische Waffen im Kampf „Mann gegen Mann“ zum Einsatz gebracht. Im Allgemeinen richten sich militärische Waffen gegen unterschiedlich große Einheiten von gegnerischen Soldaten, Gerät und/oder gegen die Zivilbevölkerung und Infrastrukturen des Gegners sowie dessen Ressourcen. Auch wenn sich eine Waffe gegen ein militärisches Fahrzeug richtet, hat ihr Einsatz oft tödliche Folgen für die Besatzung.

Eine Besonderheit stellt im militärischen Bereich die Unterteilung in taktische und strategische Waffen dar. Taktische Waffen dienen in erster Linie der Vorteilsgewinnung im engeren oder weiteren Gefechtsfeld, also bei der direkten oder indirekten Bekämpfung militärischer Einheiten; so werden beispielsweise Seeminen eingesetzt, um Passagen in Seegebieten zu behindern oder auf bestimmte, kontrollierbare Routen einzuschränken, was dem Anwender dieser Waffen einen taktischen Vorteil verschaffen soll. Taktische Nuklearwaffen überschreiten zum Teil schon die Schwelle zu den strategischen Waffen. Strategische Waffen sind Hauptbestandteil militärischer Strategien, die in groben Zügen schon lange vor militärischen Auseinandersetzungen dem potentiellen Gegner bekannt sind und somit zum Einschüchterungs- oder Abschreckungspotential gehören. Sie können, eingesetzt oder nicht, schon lange vor dem Einsatz taktischer Waffen ihre Wirkung zeigen. Im Kalten Krieg hielt das Gleichgewicht des Schreckens die Atommächte davon ab, mit Kernwaffen einen Krieg zu beginnen. Der Einsatz strategischer Kernwaffen ist bis heute nur in Form der Atombombenabwürfe auf Hiroshima und Nagasaki erfolgt.
Wenngleich ein nuklear geführter Dritter Weltkrieg bislang ausblieb, verlagerte sich die Auseinandersetzung auf Stellvertreterkriege und regionale bewaffnete Konflikte mit asymmetrischer Kriegführung mit Millionen von Toten, zum Teil bewirkt mit einfachsten Handwaffen (Äxte, Macheten) wie etwa 1994 im Völkermord in Ruanda. Seit dem Zweiten Weltkrieg sind mehr Menschen durch scheinbar veraltete Waffen ums Leben gekommen als durch Systeme der modernsten Entwicklung. So ist das Kalaschnikow-Sturmgewehr in weiten Teilen der Dritten Welt eine zeitgemäße Waffe, da es sich auch unter erschwerten Bedingungen herstellen bzw. nachbauen und reparieren lässt.
Bis vor etwa 200 Jahren wurden fast alle tragbaren Waffen und auch viele Werkzeuge, vor allem bei Aufständen, als Kriegswaffe eingesetzt. Erst mit dem verbreiteten Einsatz von Handfeuerwaffen änderte sich dies. Hieb- und Stichwaffen verloren immer mehr ihren Wert, und Pistolen und Gewehre, als persönliche Ausrüstungsgegenstände der Soldaten (Ordonnanzwaffen), wurden speziell für den Kriegseinsatz konzipiert. So gab es z. B. besonders kurze Gewehre (Karabiner) für die Kavallerie.
Großgeräte waren schon sehr viel früher speziell für den Einsatz als Kriegswaffe entwickelt worden. Antike Katapulte, Speerschleudern oder Belagerungstürme hatten nur einen Einsatzzweck, nämlich den Krieg. Auch moderne Geschütze und die meisten mittleren und schweren Maschinengewehre zählen zu den Großgeräten. Der Transport und die Bedienung solcher Kriegswaffen erfordert mehrere Personen, deshalb bezeichnet man sie als crew-served weapons (engl. für „mannschaftsbediente Waffen“).
Mit der industriellen Revolution änderten sich auch die Waffen weiter. Weitreichende Kanonen, automatische Feuerwaffen sowie Torpedos und Raketen fanden ihren Weg in die Arsenale. Die Industrienationen setzen in den letzten Jahrzehnten vermehrt auf hochtechnisierte Waffensysteme. Ärmere Länder setzen hingegen oft Waffen ein, die noch der Technik des ersten oder Zweiten Weltkriegs entsprechen.
Das deutsche Kriegswaffenkontrollgesetz grenzt Kriegswaffen im Wesentlichen auf ABC-Waffen, militärische Großgeräte, vollautomatische Waffen sowie Minen ein.
Viele Waffen zielen dabei nicht direkt auf das Töten eines Gegners ab. Dies nicht nur aufgrund verschiedener internationaler Übereinkommen, sondern auch, weil Verletzte die Logistik des Kriegsgegners stark belasten. Zudem kann z. B. eine in großer Höhe gezündete Kernwaffe durch einen elektromagnetischen Impuls über tausende von Quadratkilometern sämtliche elektronischen Bauteile zerstören. So werden auch Fahrzeuge, elektronisch gesteuerte Waffensysteme und so weiter unbrauchbar.
Viele Staaten haben sich im Kriegsvölkerrecht dazu entschlossen, nicht alle technisch möglichen Waffen in Kriegen zu verwenden. So verbietet z. B. das Genfer Protokoll chemische Waffen. Auch andere Waffen die unnötige Leiden verursachen oder unterschiedslos wirken (keine Unterscheidung zwischen Kombattanten und Zivilbevölkerung) gehören zu den geächteten Kriegsmitteln.

### Kult-, Prunk-, Zeremonial- und Statuswaffen

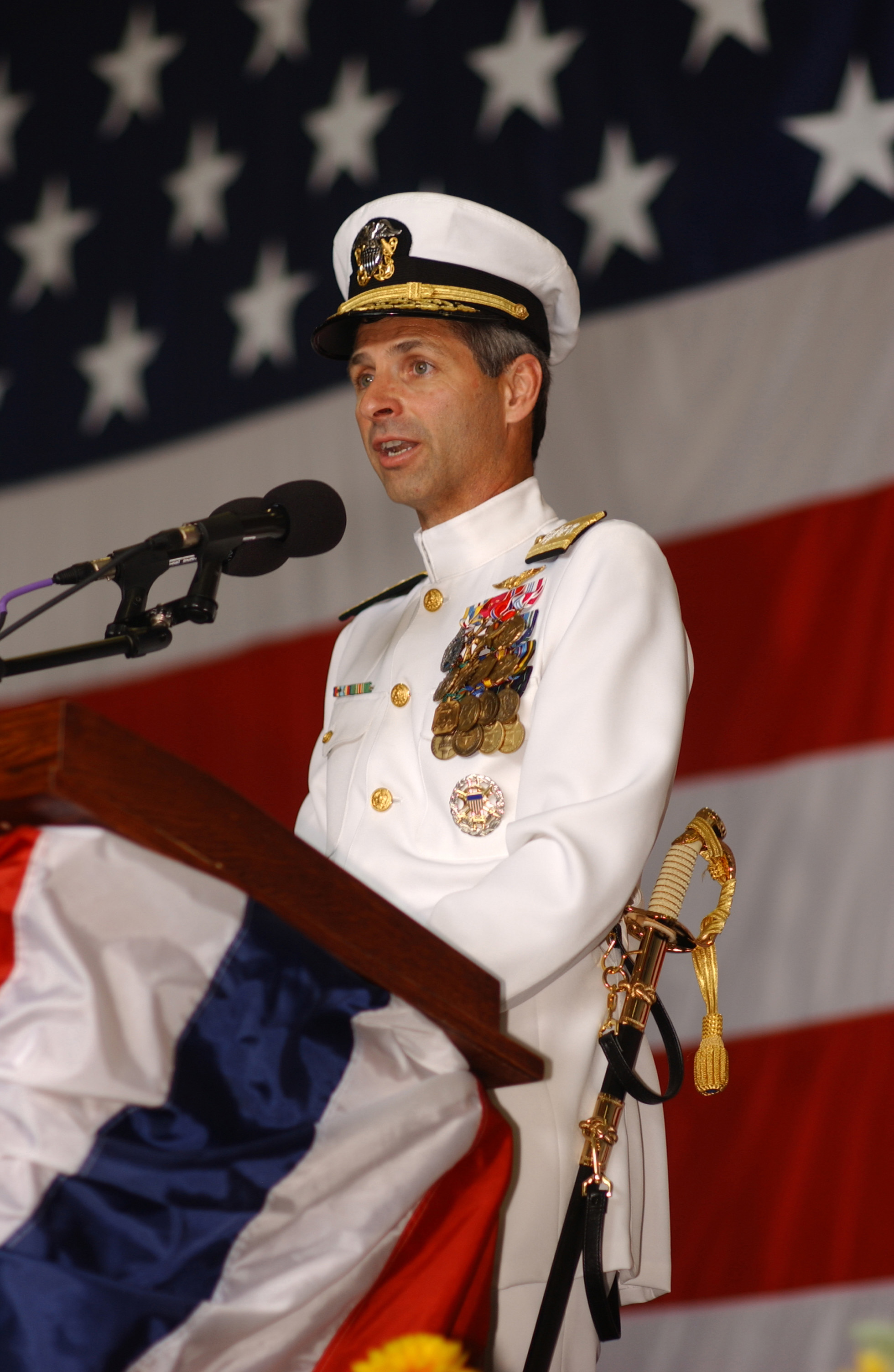
Dekorativer Zeremoniensäbel zur Uniform

Diese Art von Waffen zeichnet sich durch äußere dekorative Gestaltung aus. Sie werden besonders sorgfältig oder vergrößert hergestellt, sie erhalten Verzierungen oder es werden wertvolle Materialien z. B. Elfenbein verwendet. Dadurch kann durchaus der Kampfwert eingeschränkt werden, so dass eine Verwendung als Kampfwaffe nicht mehr angestrebt wird. Eine Statuswaffe soll den sozialen Status oder Macht des Trägers signalisieren und ihn in der Masse erkennbar machen. Da diese Waffen vielfach in Zeremonien oder Paraden verwendet werden, ist eine Trennung nach Kult-, Prunk- und Statuswaffen in der Regel nicht möglich. Der technische Fortschritt und Änderungen in der Taktik können dazu führen, dass einst aktiv genutzte Waffen eine neue symbolische Funktion als Standes- und Zeremonialwaffen bekommen. Diesen Bedeutungswandel gab es bei Schwertern oder Streitkolben, aber auch bei manchen Schusswaffen. So nutzt das deutsche Wachbataillon beim Bundesministerium der Verteidigung den Karabiner 98k aus der Zeit des Zweiten Weltkrieges.
Große Zeremonialwaffen sind auf prähistorischen Felszeichnungen dargestellt, was davon zeugt, dass imponierendes Präsentieren von Waffen eine sehr alte menschliche Verhaltensweise ist.

### Nicht-tödliche Waffen

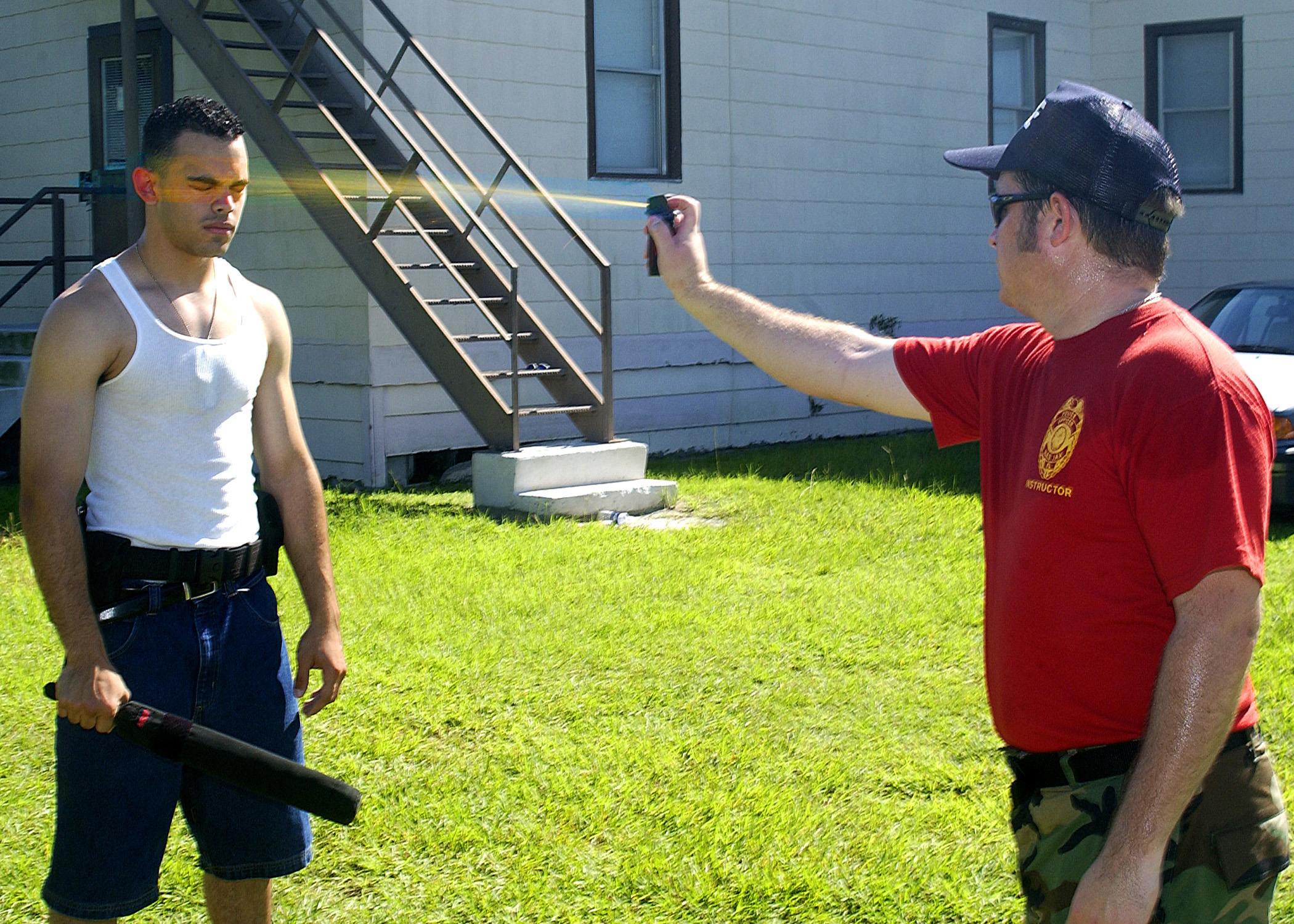
Einsatz von Pfefferspray

Waffen für die Selbstverteidigung von Zivilpersonen, zum Einsatz bei Ausschreitungen (Crowd and Riot Control) und zur Hilfe bei Festnahmen sind sehr oft nicht-tödliche Waffen. Ihre Wirkung erreichen sie dabei durch den Einsatz von Mitteln, die als sehr unangenehm empfunden werden oder welche die Handlungsfähigkeit extrem einschränken.
Für den persönlichen Gebrauch werden hierbei insbesondere Elektroimpulswaffen und Reizgassprühgeräte (oft auch als Reizgaspistole) angeboten.
In diesen Bereich gehören aber auch zum Beispiel Wasserwerfer, Tränengas- oder CS-Granaten und Verneblungsgeräte. Außerdem findet in großkalibrigen Schusswaffen teilweise Spezialmunition wie Gummigeschosse Verwendung. Diese sollen einem Gegner durch oberflächliche Verletzungen Schmerzen bereiten, ihn kampfunfähig machen oder aber umwerfen.
Neue Ansätze fand man in der Verwendung von expandierenden, klebrigen Substanzen (ähnlich Isolierschaum) sowie besonders rutschigen Mitteln (ähnlich Spülmittel). Aber auch alte Ideen, wie beispielsweise das Werfen von Netzen, kommen wieder in Gebrauch.
Neuentwicklungen im elektronischen/akustischen Bereich sind unter anderem Mittel wie das Active Denial System oder das Long Range Acoustic Device (LRAD). Neue nicht-tödliche Waffen verwenden zum Beispiel niederfrequente Töne, Schallwellen, Mikrowellen und so weiter, um Angreifer außer Gefecht zu setzen. Blendwaffen verwenden Licht.
Auch als „nicht tödlich“ eingestufte Waffen können bei unsachgemäßer Anwendung (z. B. zu geringer Abstand, Überdosierung etc.) letale Wirkung zeigen. Personen mit körperlichen oder gesundheitlichen Einschränkungen tragen als Ziel der Anwendung dieser Waffen ein erhöhtes Risiko.

### Sammlerwaffen

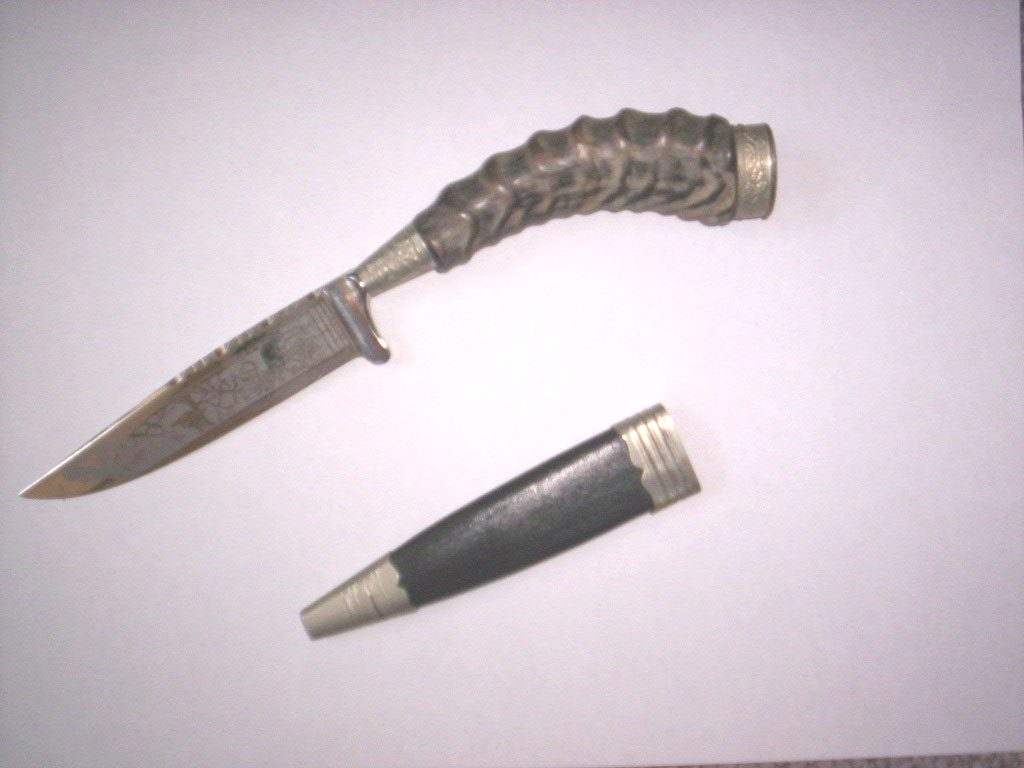
Sammlerwaffe – Bayerisches Trachtenmesser

Sammlerwaffen sind ein Ausdruck des technologischen und künstlerischen Schaffens der Epoche, in welcher sie hergestellt wurden.
Als erste industriell hergestellte Werkzeuge üben sie oft eine Faszination aus. Da sie in weiten Bereichen gesetzlichen Beschränkungen unterliegen, sind sie auch etwas, „das nicht jeder hat“. Insbesondere Polizei- und Militärwaffen sind dabei Kulturgüter, mit denen unmittelbar Geschichte geschrieben worden ist, auch wenn dies immer kritisch unter dem Gesichtspunkt von Gewalt zu sehen ist.
Viele Waffen wurden und werden auch unter rein ästhetischen Merkmalen hergestellt und sind in erster Linie als Kunstobjekt zu sehen.
In Deutschland können dabei einschüssige Schusswaffen, die nicht für Metallpatronen eingerichtet sind, vor dem Entwicklungsjahr 1871 frei erworben werden, sofern der Erwerber das 18. Lebensjahr vollendet hat.
Waffensammlungen sind meist nach geographischen oder geschichtlichen Merkmalen, Verwendungszweck, Hersteller oder technischen Merkmalen geordnet.

### Schutzwaffen

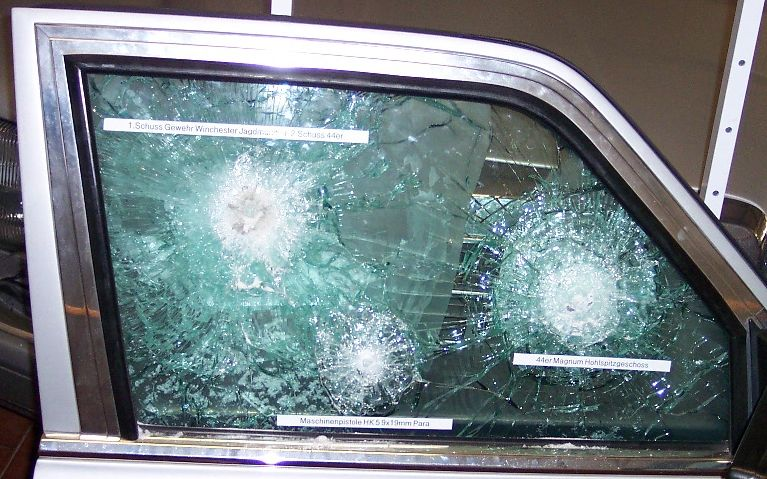
Sonderschutzfahrzeug des Typs Mercedes-Benz W 126 nach Beschuss

Gegenstände, die zu einem Angriff oder zu einer Verletzung nicht geeignet sind, aber vor Verletzungen schützen, werden in der Bundesrepublik Deutschland seit dem Jahr 1989 als Schutzwaffe oder passive Waffe bezeichnet. Dazu gehören beispielsweise schnittfeste Handschuhe und Kleidung, Schutzwesten und Panzerungen.

### Sportwaffen

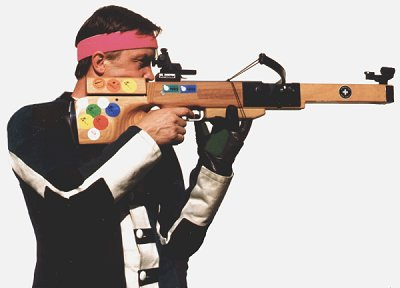
Schießen mit der Sportarmbrust

Sportwaffen sind meist für sportliche Belange optimierte und nicht selten nur eingeschränkt für die Anwendung von Gewalt nutzbare Waffen. Die Jagd oder ein Kampf werden mit diesen Waffen abstrahiert oder simuliert. Teilweise ist auch gar kein Zusammenhang mehr mit diesen historisch begründeten Anwendungsgebieten mehr gegeben und rein sportliche Aufgabenstellungen dominieren die entsprechende Disziplin.
Bei Sportwaffen ist es das Ziel, einen oder mehrere der folgenden Punkte im sportlichen Wettkampf zu optimieren:
- Präzision (Schießsport)
- Schnelligkeit (Fechten)
- Weite (Speerwurf)

Bei einigen olympischen Disziplinen werden Waffen eingesetzt, die den meisten Menschen als solche gar nicht mehr bewusst sind, hierzu gehören der Speer und der Diskus. Im Sport wird bei diesen Waffen auch nicht mehr der eigentliche Zweck in der Handhabung verfolgt, wie die Jagd auf Wild oder die Bekämpfung eines Gegners. Vielmehr ist ausschließlich die Erreichung größtmöglicher Weite, bei fehlerfreier Anwendung, das Ziel des Wettkampfes.
Hieb- und Stichwaffen werden z. B. beim Fechtsport verwendet. Als Sportwaffe sind sie in der Regel weder scharf noch spitz und verfügen stattdessen meist über elektrische Kontakte zu Ermittlung von Treffern. Anders ist dies bei Korb- und Glockenschläger, die bei der Mensur verwendet werden. Bei diesen Hiebwaffen handelt es sich ebenfalls um Sportwaffen, sie werden jedoch scharf geschliffen. Im Gegensatz dazu wird in anderen Sportarten teilweise, vor allem im Bereich der asiatischen Kampfsportarten, sogar mit gepolsterten Waffen gekämpft.
Bei den Bogenwaffen haben neue Techniken Einzug gehalten. Sogenannte Compound-Bögen erreichen eine hohe Leistung bei relativ geringem Kraftaufwand.

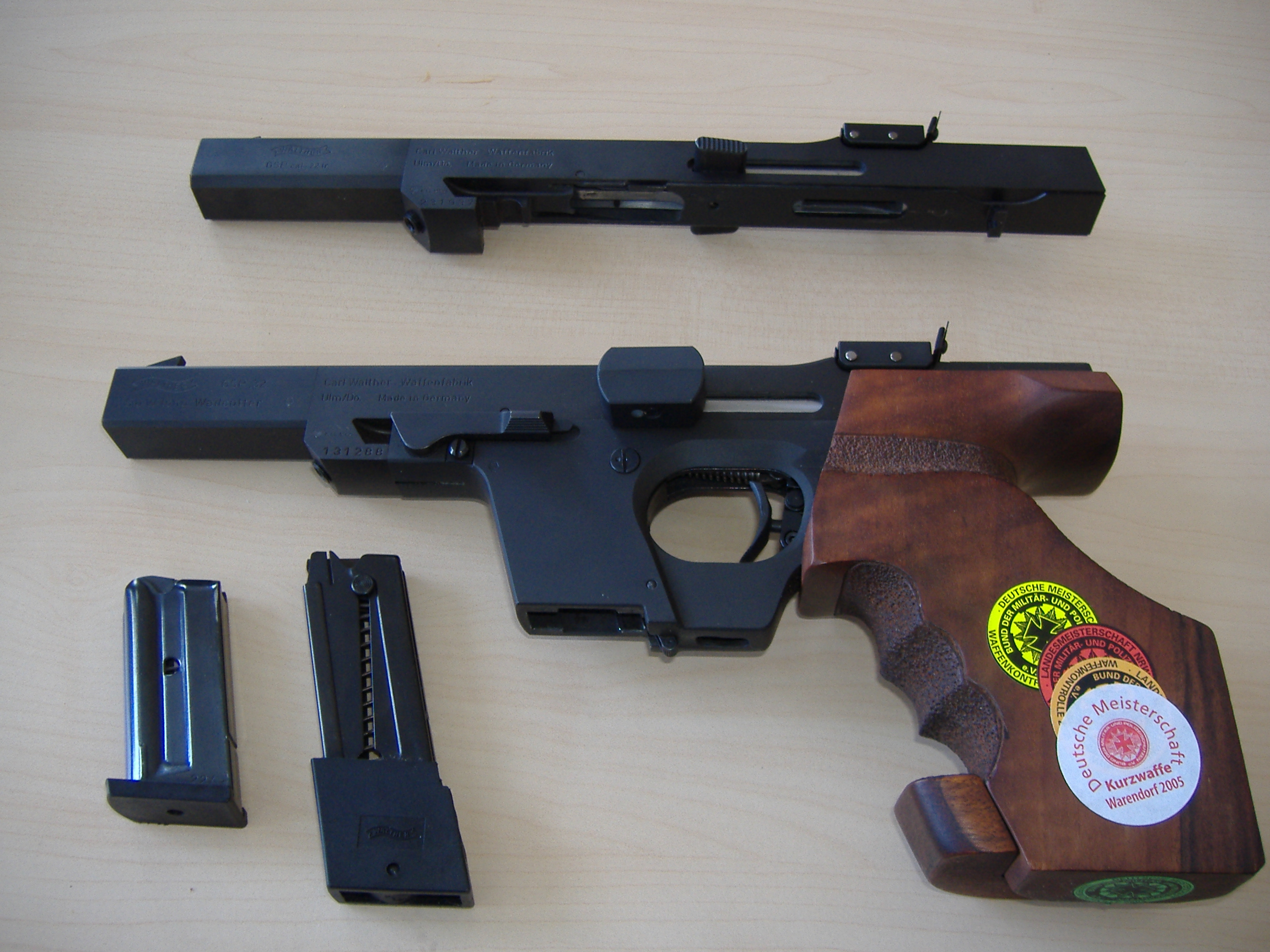
Sportpistole Walther GSP, mit Wechselsystem

Viele Schusswaffen, wie z. B. die Walther GSP, haben ein deutlich sportliches Aussehen (Schichtholz, bunt etc.) und damit nur eine geringe Drohwirkung. Oft sind Sportwaffen durch spezielle Griffe, Visierungen und Anbauteile (Gewichte, und so weiter) außerdem so unhandlich, dass sie nur schwerlich in einer Hose oder im Holster getragen werden könnten. Andere Schusswaffen, wie z. B. die SIG P210 haben das Aussehen von Militärwaffen (im Fall der Ordonnanzwaffen-Disziplinen) oder von Gebrauchswaffen (im Fall vieler Großkaliberpistolen- und Revolver-Disziplinen), zum Teil können diese Waffen ebenfalls für das sportliche Schießen optimiert sein, nur sind diese Änderungen meist weniger auffällig.
Als Munition für Sportwaffen werden oft Kleinkaliberpatronen oder speziell für das sportliche Schießen optimierte Munitionssorten verwendet. Aber auch bei leistungsstarken Kalibern wird das Geschoss im Hinblick auf optimale Flugeigenschaften und Trefferanzeigegenauigkeit, aber nicht auf seine Zielwirkung hin ausgewählt; Ausnahmen bilden da gegebenenfalls sogenannte Steel-Challenges, bei denen metallische Ziele umgeworfen werden müssen oder auch das so genannte Bowling-Pin-Schießen, bei dem Bowling-Kegel (Pins) zu Fall gebracht werden. In jedem Fall wird bei sportlich verwendeter Munition, im Gegensatz zu militärisch verwendeter Munition, weitestmöglich auf die Umweltverträglichkeit, z. B. der Geschossmaterialien geachtet.

### Spielzeugwaffen

Softairwaffe

Bei den Spielzeugwaffen handelt es sich um meist aus Kunststoff produzierte Nachbildungen echter Waffen oder von fiktiven Waffen (beispielsweise aus Science-Fiction-Filmen). Oft werden sie in auffälligen Farben gestaltet und verfügen über Geräusch-Effekte. Die am meisten erhältlichen Waffen sind Bögen, Messer und Schwerter, Knall-Pistolen sowie Erbsen- und Wasserpistolen.
Die von diesen Waffen ausgehende reale Gefahr ist gering, da die Waffen entweder aus weichen Materialien hergestellt sind oder nur eine geringe Energie abgeben.
Eine Gefahr besteht, je nach Entfernung oder Sichtverhältnissen, in der Verwechslung mit realen Waffen, was zu Fehlentscheidungen und damit verbundenem, irrtümlichem Waffeneinsatz von Polizei und Sicherheitskräften führen kann.

### Dekorationswaffen
Als Dekoration und Gebrauchsgegenstand gibt es eine Vielzahl von Produkten, die in Form einer Waffe angeboten werden. Dieses fängt beim Schlüsselanhänger an und geht bis zum Feuerzeug in Granatenform.
Des Weiteren gibt es Hieb- und Stichwaffen bzw. unbrauchbar gemachte Schusswaffen, oder nicht schussfähige Nachbauten von Waffen, welche gerne als Wanddekoration benutzt werden.
Seit dem 8. April 2016 gilt EU-einheitlich die EU Durchführungsverordnung 2015/2403 zur Deaktivierung von Waffen, die eine erneute Reaktivierung – ähnlich den früheren deutschen Bestimmungen – unmöglich machen soll.

### Film- und Theaterwaffen
Film- und Theaterwaffen sind modifizierte echte Waffen, die äußerlich unverändert bleiben, deren innere Technik entweder entfernt oder anschließend so manipuliert wurde, dass die Herstellung einer erneuten Funktionstüchtigkeit erschwert oder unmöglich gemacht wird. Zur Gruppe der Theaterwaffen zählen auch Waffenreplikate sowie fiktive als Requisiten verwendete Waffen, die ungefährlich sind. Den Begriff „Theaterwaffe“ gab es nach den alten gesetzlichen Bestimmungen nicht, die beim Theater oder Film verwendeten Waffen fielen unter die Bestimmung des WaffG zu Salutwaffen.

## Kulturelle Rezeption
Waffen spielen in vielen Geschichten und Sagen eine wichtige Rolle, z. B. beim Apfelschuss-Motiv, unter anderem bei Wilhelm Tell, oder die Schleuder beim Kampf Davids gegen Goliat. Manche Waffen werden dabei mit mythischen Fähigkeiten ausgestattet z. B. das Schwert Excalibur.
Auf Wappen abgebildete Waffensymbole zeugen oft von kriegerischer Vergangenheit. Auch moderne nationale Flaggen enthalten diese Symbole und deuten auf einen kriegerischen Hintergrund der Staatsgründung hin.
Im Mittelalter veranstalteten viele Städte Waffenübungen für die Bevölkerung, damit diese im Verteidigungsfall reguläre Truppen unterstützen konnte. Aus diesen Waffenübungen leiten sich die Schützenfeste ab.
In den modernen Massenmedien (Kino und Fernsehen) werden Waffen und ihr Einsatz hauptsächlich durch Actionfilme thematisiert. Dabei ist der Einsatz oft realitätsfern dargestellt, sei es übersteigert (z. B. von Geschossen getroffene Personen werden durch die Luft geschleudert) oder verharmlosend (z. B. exzessive Feuergefechte ohne Verletzte). Seit den 1980ern wird diese unrealistische Darstellung in ähnlicher Weise von Computeractionspielen übernommen.